# München
München (bajorul: Minga, latinul: Monacum) a legnagyobb német tartomány, Bajorország fővárosa. Lélekszámát tekintve Berlin és Hamburg után Németország harmadik, a német nyelvterület negyedik, az Európai Unió tizenkettedik legnagyobb metropolisza. München népessége 2022 végén 1 512 491 fő, agglomerációjával (Metropolregion München) együtt lakosainak száma több mint hárommillió.
A mai német közigazgatás rendszerében járási jogú városnak számít (kreisfreie Stadt). Emellett a környékén elterülő, 340 000 fős lakosságú vidéki München járás (Landkreis) központi hivatala (Landratsamt München) is Münchenben van.
A bajorországi közigazgatás rendszerében München felsőfokú központ (Oberzentrum), valamint Felső-Bajorország (Oberbayern) – amely terület Bajorországban körzeti rangú (Bezirk), össznémetországi szinten pedig a kormányzati körzet (Regierungsbezirk) szintjén van – fővárosa.
München Németország egyik gazdasági, közlekedési és kulturális központja, egyike Európa legvirágzóbb városainak. Mottója: „Die Weltstadt mit Herz” (Világváros, amelynek szíve van). Neve a német Mönch szóból ered, amely magyarul szerzetest jelent, akit a város címerében meg is jelenítenek.
A városon folyik keresztül az Isar folyó.

## Földrajza

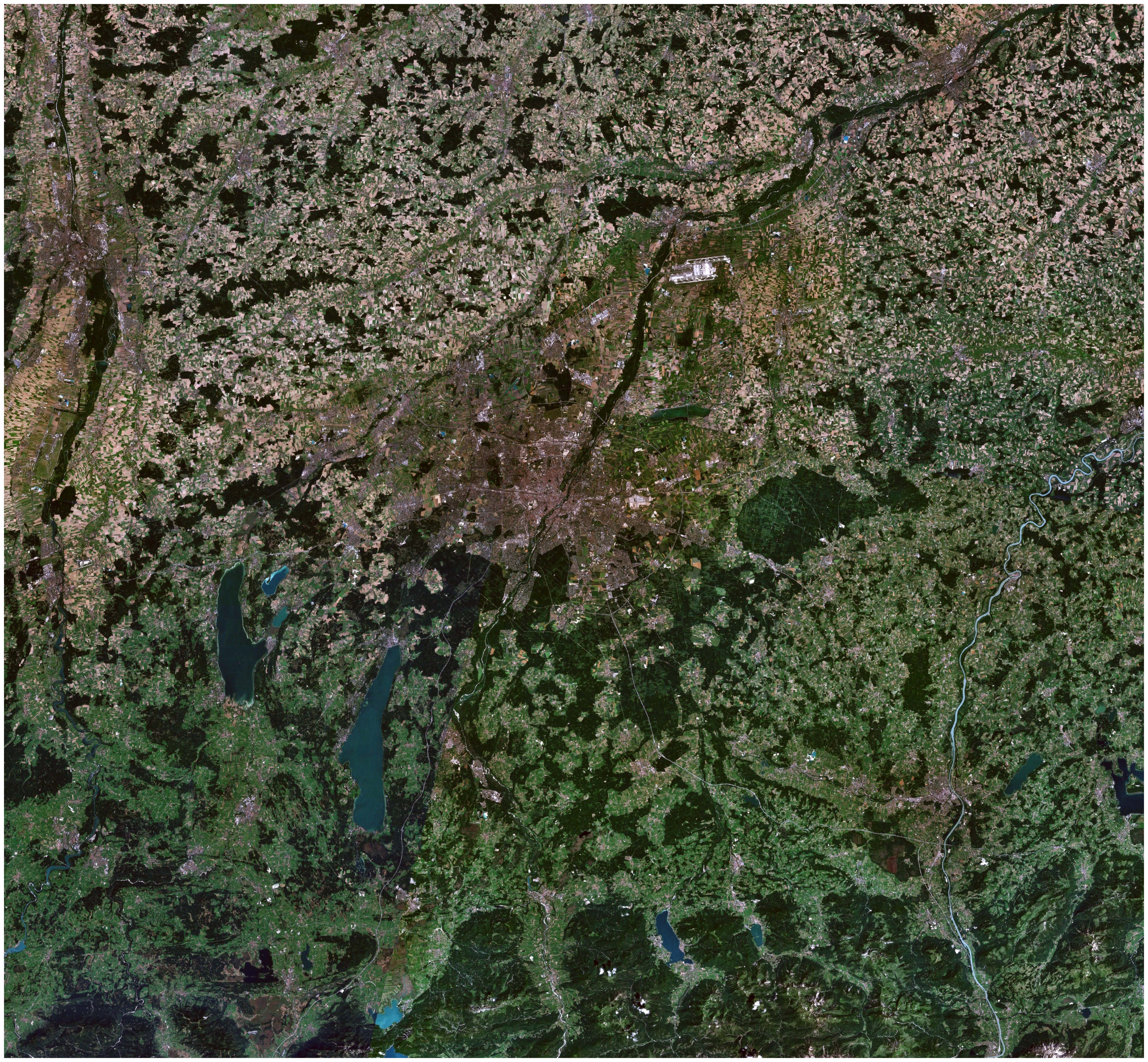
Műholdkép Münchenről és környékéről

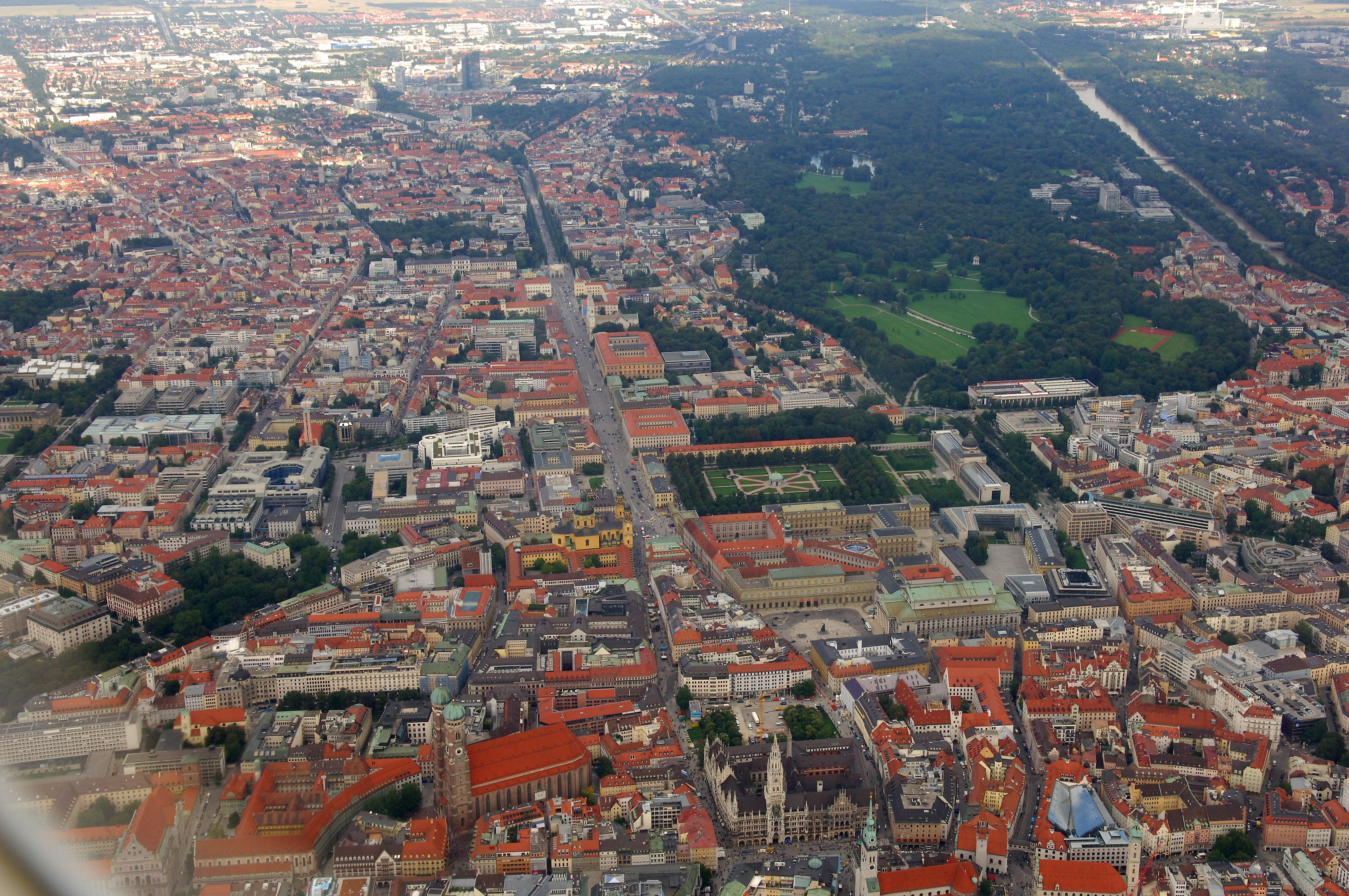
München óvárosának egy részének légi fotója

München Bajorország déli részén fekszik, 4170 fő/km2-es népsűrűségével Németország legsűrűbben lakott nagyvárosa.
Legmagasabb pontja Warnbergben (579 m), míg legalacsonyabb pontja a város északi részén található (482 m).
A város folyója az Isar, amely München területén 13,7 km hosszan, délnyugatról északkeleti irányban folyik. Az Isar kettévágja a belvárost is. A folyó legismertebb szigete a Múzeum-sziget. München legtöbb kis patakja az Isarba folyik. A város környékén több tó is található: Ammersee, Wörthsee, Starnbergi-tó. Az Isar mellett a város másik nagyobb folyója a Würm, amely a Starnbergi-tóból ered. A város teljes területe 31 041,91 hektár. München ezzel Berlin, Hamburg, Köln, Drezda és Bréma után az ország hatodik legnagyobb területű városa. 310 km2-es területéből 44,1% épület és hozzá tartozó beépítetlen terület, 17,1%-ot közlekedésre használnak, 15,6% mezőgazdasági terület, 15,5% mesterségesen kialakított zöldterület (park, temető), 4,1% erdő, 1,3% víz (folyó, tó) és 2,2% egyéb.

### Geológia
München az Alpok és a Duna közötti mélyebb medencében fekszik, amely évmilliók alatt főként az Alpokból lehordott hordalékkal töltődött fel. A harmadkorban túlnyomóan homok és a folyók által hordott kő rakódott le, amelyet az Alpok felől érkező vízfolyások szállítottak idáig. Az ezután következő jégkorszakok alatt, amelyek közül az utolsó 10 000 éve fejeződött be, gleccserek keletkeztek az Alpok területén, amelyek a város környékén morénadombokat és kavicsos síkságokat hagytak hátra. Az egyik legnagyobb ilyen a síkság az 55 km széles Müncheni-síkság (Münchener Ebene). A város területének a legmélyebb (északi részén) és a legmagasabb pontja (déli részén) közötti különbség csaknem 100 méter. A déli kavicsos talajon az erdők vannak túlsúlyban (például a Perlachi-erdő vagy a Forstenrieder Park). Ennek oka, hogy a nagyobb tengerszint feletti magasság miatt délen viszonylag alacsonyabb a talajvízszint az északihoz képest, ahol mocsarak alakultak ki. Ilyen az északnyugati irányban elterülő Dachaui-láp és északkeleten a Erdingi-láp.

### Éghajlata
München az esős óceáni és a szárazabb kontinentális éghajlat közötti átmeneti zónában fekszik. A város éghajlatát az Alpok közelsége és az aránylag nagy tengerszint feletti magasság is befolyásolja, ezért Münchenben eléggé változó az időjárás. A főnszél délről meleg, száraz levegőt szállít a város felé.
Az éves középhőmérséklet 8 °C. A legmelegebb hónap a július, amelyben 22 °C, a leghidegebb a január, ilyenkor –1 °C körüli az átlaghőmérséklet. Az eddig hivatalosan mért legmagasabb hőmérsékletet, 35,8 °C-ot München-Nymphenburgban mérték, a leghidegebb mért hőmérséklet –26 °C volt. A város déli része naposabb, mint az északi, ahol gyakrabban fordul elő köd. A város nyugati részén szárazabb az idő, mint keleten.
Az éves csapadékmennyiség 920 mm körül szokott alakulni, a legtöbb csapadék nyár elején, a legkevesebb januárban és februárban hullik. Télen a csapadék gyakran hó, nyáron gyakran jégeső is esik. A legnagyobb károkat az 1984. július 12-ei jégverés okozta, másfél milliárd eurós értékben.
| Hónap                         | Jan.  | Feb.  | Már.  | Ápr. | Máj. | Jún. | Júl. | Aug. | Szep. | Okt. | Nov.  | Dec.  | Év    |
| ----------------------------- | ----- | ----- | ----- | ---- | ---- | ---- | ---- | ---- | ----- | ---- | ----- | ----- | ----- |
| Rekord max. hőmérséklet (°C)  | 17,0  | 21,0  | 23,0  | 26,0 | 30,0 | 33,0 | 36,0 | 35,0 | 30,0  | 26,0 | 18,0  | 20,0  | 36,0  |
| Átlagos max. hőmérséklet (°C) | 2,0   | 3,0   | 8,0   | 11,0 | 17,0 | 20,0 | 22,0 | 22,0 | 18,0  | 12,0 | 6,0   | 3,0   | 12,1  |
| Átlaghőmérséklet (°C)         | −1,0  | 0,0   | 4,0   | 7,0  | 12,0 | 15,0 | 17,0 | 17,0 | 13,0  | 8,0  | 3,0   | 0,0   | 8,0   |
| Átlagos min. hőmérséklet (°C) | −4,0  | −3,0  | 0,0   | 2,0  | 6,0  | 10,0 | 12,0 | 12,0 | 8,0   | 4,0  | 0,0   | −2,0  | 3,8   |
| Rekord min. hőmérséklet (°C)  | −26,0 | −22,0 | −15,0 | −6,0 | −2,0 | 2,0  | 3,0  | 3,0  | 0,0   | −6,0 | −14,0 | −21,0 | −26,0 |
| Átl. csapadékmennyiség (mm)   | 40    | 40    | 50    | 70   | 100  | 120  | 120  | 110  | 80    | 60   | 50    | 50    | 890   |
| Havi napsütéses órák száma    | 75    | 95    | 145   | 186  | 213  | 224  | 241  | 232  | 170   | 123  | 74    | 66    | 1845  |
| Forrás: www.weatherbase.com   |       |       |       |      |      |      |      |      |       |      |       |       |       |

## Története

### Ős- és ókori településnyomok

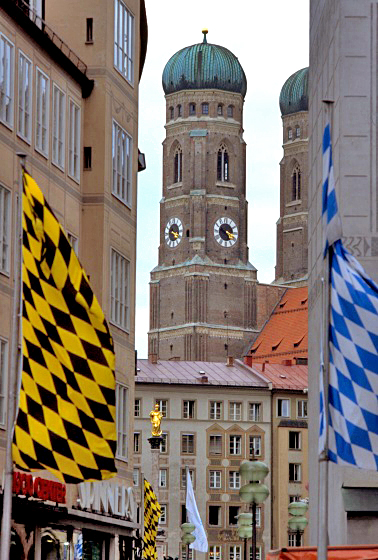
München (arany-fekete) és Bajorország (fehér-kék) zászlója München belvárosában, háttérben a Frauenkirchével

Az óváros területén végzett ásatások során talált régészeti nyomok jelzik, hogy az újkőkorszak végén, i. e. 2000 körül a város területén már megtelepedtek embercsoportok. A mai Berg am Laim, Passing, Moosach és Sendling városrészek területéről kőkori (Hockergräber) sírok kerültek elő. A Harlaching és a Luitpold-park területén feltárt sírok a bronzkori ember Isar- és Würm-parti jelenlétét igazolják.
A kelta törzsek négyszögű földvárainak nyomai az Aubinger Lohe, Langwied, Feldmoching és Perlach városrészek területén találhatók.
Római kori sírnyomokat Aubing, Englschalking és Denning környékén találtak; utóbbinál még egy villa rustica nyomait is feltárták. A város mai területén két római út is vezetett át az Isaron. A Via Julia délen, Grünwaldnál és egy további északon, Unterföhringnél.
Számos ponton találtak a bajuvárok korából származó temetkezési helyeket, akik főként az Isar és Würm partjai mellett telepedtek le, de bajuvár települést találtak a Johannes-templom (Szent János-templom) építésénél is.
A mai München területén fekvő korábbi települések írásos emlékeinek sora i. sz. 750-től kezdve vannak meg: 750: Oberföring (ad Feringas), 763: Pasing (villa Pasingas), 768: Bogenhausen (Pupinhusir), 782: Schwabing (Suuapinga), 779–806 között: Sendling (Sentilinga), 790: Giesing (Kyesinga) stb.
A későbbi München területét alkotó legutolsó településnevek okmányokban: 1158-ból Milbertshofen (Ilmungeshofen) és Harlaching (Hadaleichingen), 1166-ból Forstenried (Uorstersried, 1200-ból pedig Denning (Tenningen) voltak.

### Városalapítás
A városalapítás előtt a Münchentől délre található schäftlarni kolostorból érkező bencés szerzetesek építettek itt szerzetesi központot. München alapítási évét nem ismerik, a várost először Villa Munichen néven említették egy 1158-ban, Augsburgban kiállított oklevélen, miután a Welf-dinasztiából származó Oroszlán Henrik szász és bajor herceg a bencés szerzetesi központ közelében hidat építtetett az Isarra. Mivel a sószállítmányokat és a többi kereskedőt ennek használatára akarta kényszeríteni, leromboltatta a közelben meglevő hidat, amit a freisingi püspök birtokolt. A konfliktust az augsburgi birodalmi gyűlés elé vitték, aminek következtében Henriknek részesedést kellett fizetnie a bevételeiből. München kereskedelmi (árumegállító, vámszedő) jogait Barbarossa Frigyes elismerte.

### München aközépkorban
1175-ben városi jogot kapott, és falakkal erősítették meg. Miután Henriket 1180-ban a birodalmi gyűlésen birodalmi átokkal sújtották, birtokait elvesztette. Bajorországot ugyanezen év szeptemberében, az ítélet hatályba lépése után a következőképpen osztották fel: A Bajor Hercegségből leválasztották Stájerországot és az isztriai őrgrófságot. A maradékot a Wittelsbachok kapták, név szerint Wittelsbach Ottó, s ettől kezdve, 1918-ig Bajorországban a Wittelsbachok uralkodtak. München a freisingi püspökség fennhatósága alá került, ahonnan a Wittelsbachok a várost is megszerezték 1240-ben. Ezt követően 1255-ben megépült itt az első hercegi rezidencia.
Bajor Lajos (1294-től herceg, 1328 és 1347 között IV. Lajos német-római császár) Münchent tette meg fővárossá, s új városfalat építtetett. Ebből az időből valók München zászlajának színei, a fekete és az arany, amelyek a Német-római Birodalom színei.
A császári rang megszűnte után a hercegi család sorozatos helyi összetűzésekbe került. A 14. század végétől sorozatos felkelések robbantak ki a polgárság körében a hercegség ellen, ami egy megerősített székhely létesítését tette szükségessé. Ezért III. István egy vízivárat építtetett, az úgynevezett Neuvstét. Ez egy toronnyal, bástyával, körülfutó vizesárokkal (Graben) védett erőd volt. Ezt a bajor hercegek, választófejedelmek és királyok később folyamatosan bővítették és átépíttették. Így jött létre a Münchner Residenz. Az uralkodók egészen 1918-ig, a bajor királyság végéig, ott laktak.
1429-ben a husziták többször is megtámadták Münchent, ezért a külső várfalat is megerősítették. 1442-ben III. Albert herceg parancsára a zsidókat mind Felső-Bajorországból, mind pedig a városból kiűzték. 1468-ban tették le a Mária-templom, ismertebb nevén a Frauenkirche alapkövét, és mindössze 20 év alatt fel is építették.

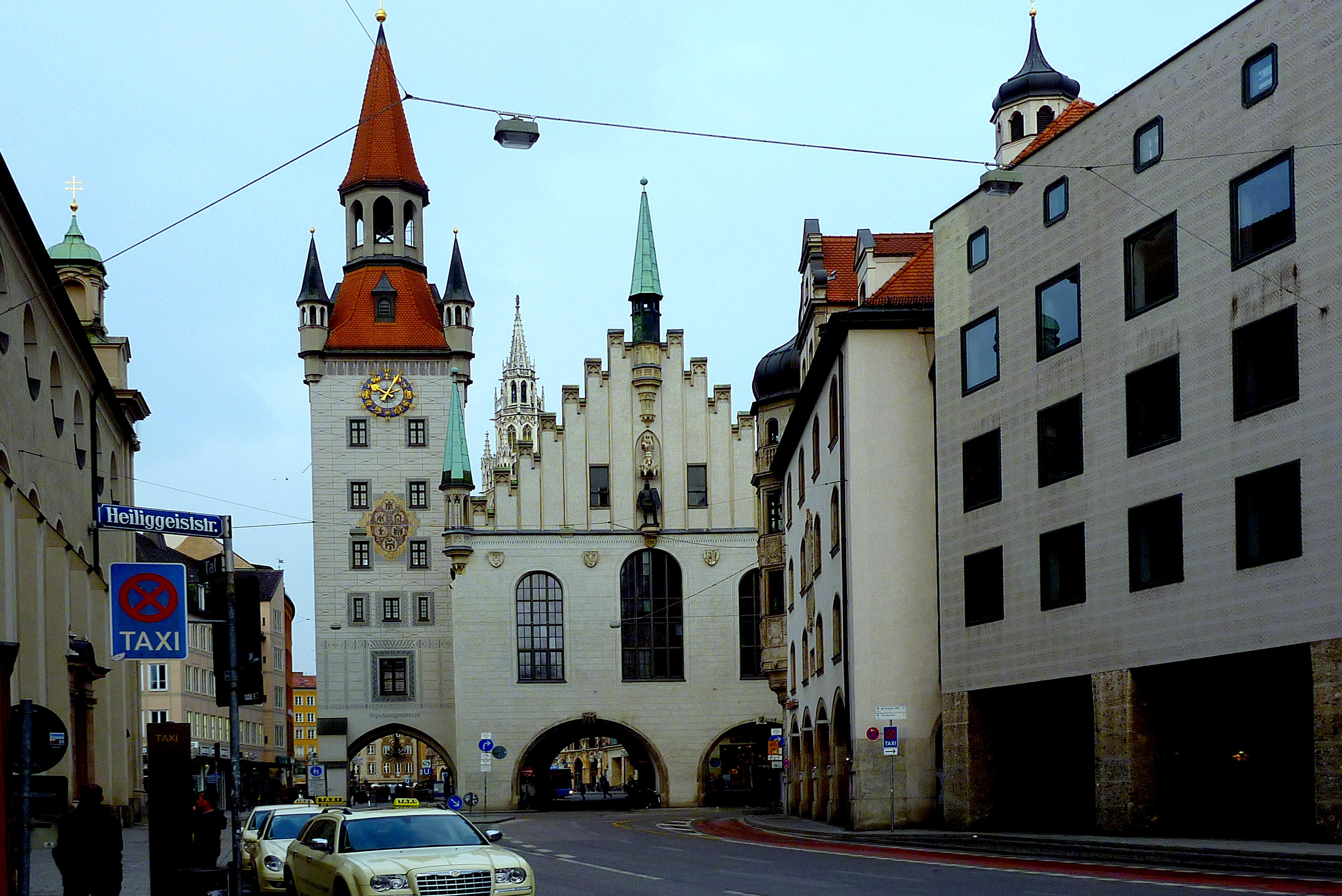
München: az Altes Rathaus

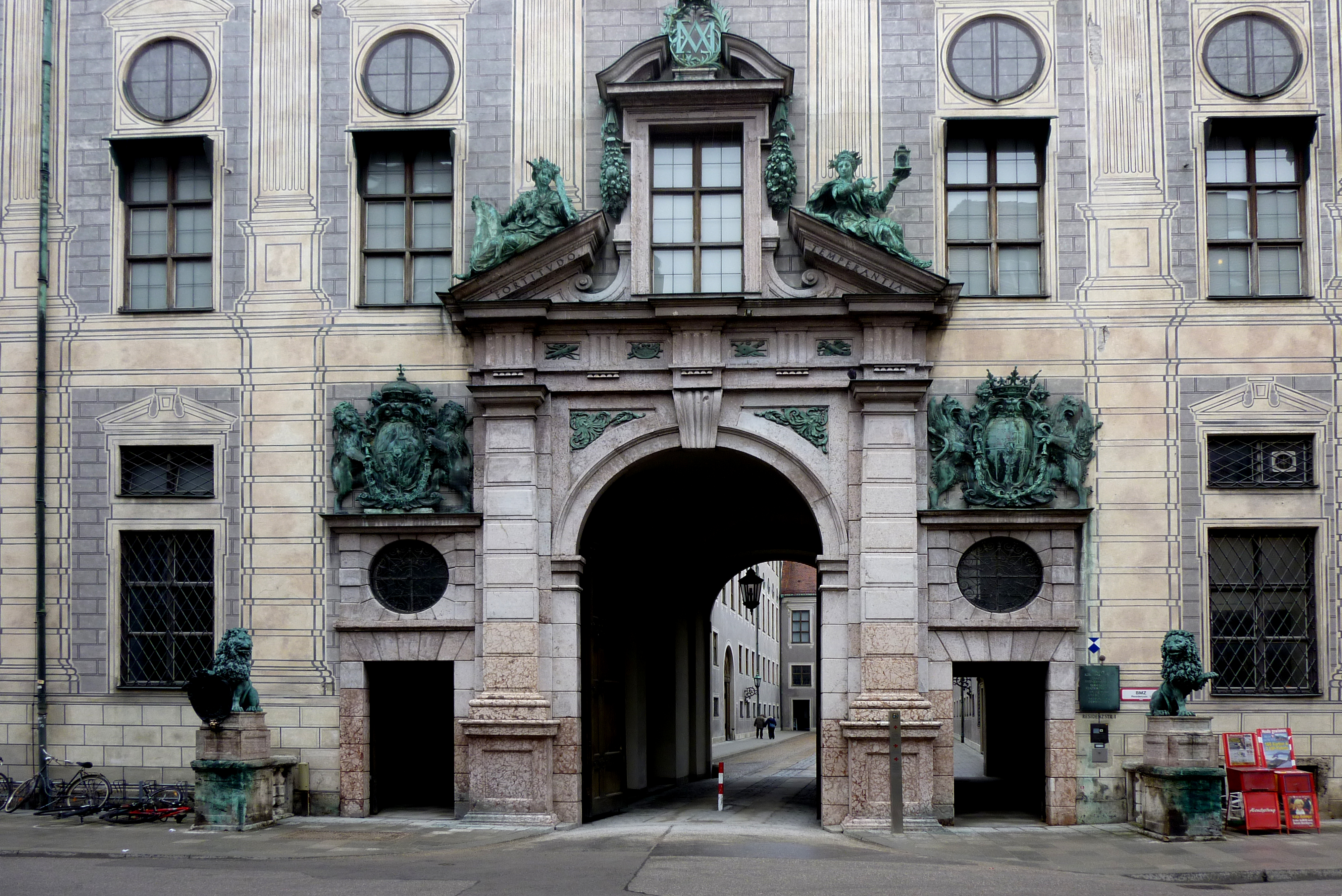
Müncheni rezidencia

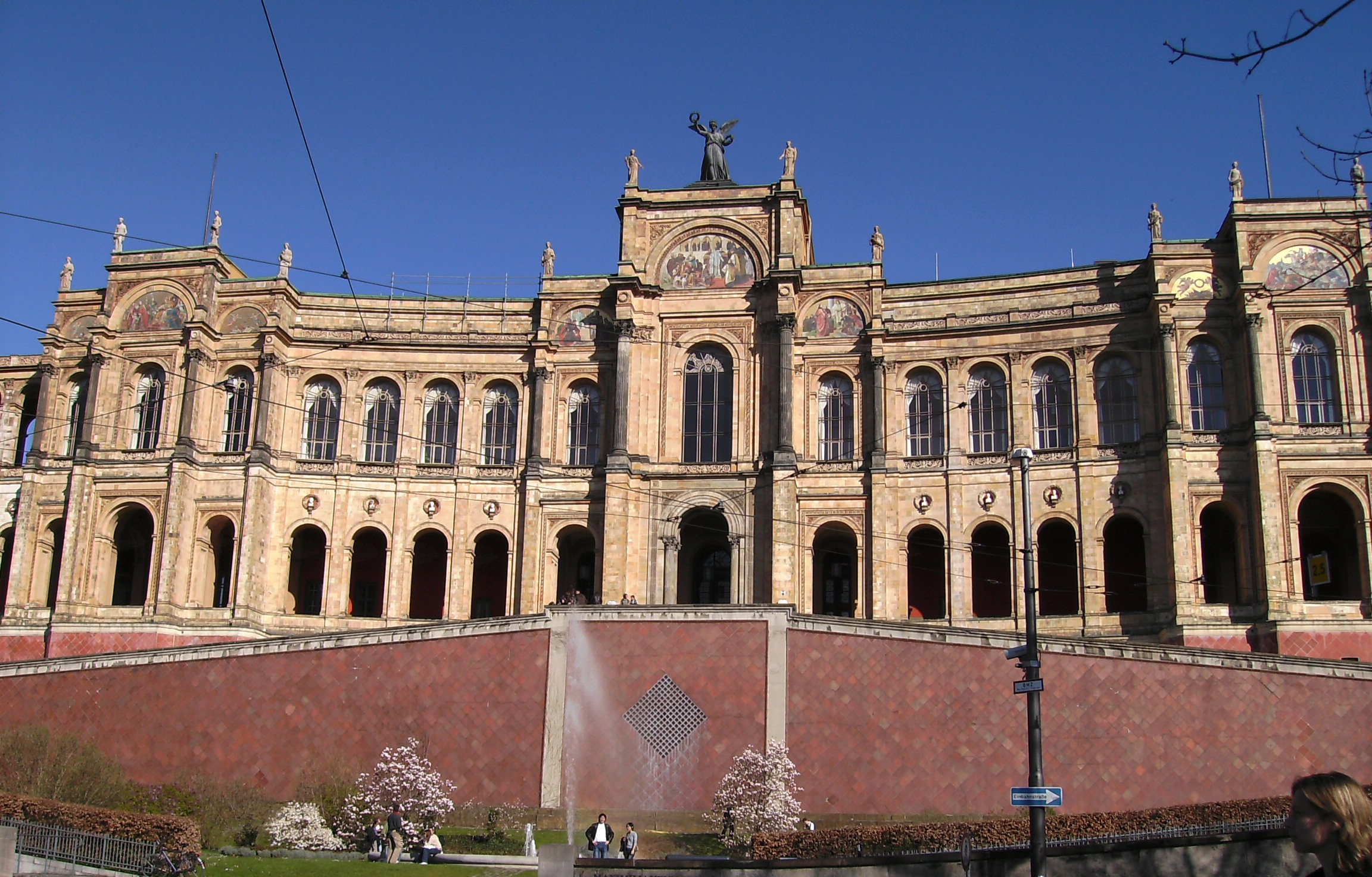
A Maximilianeum

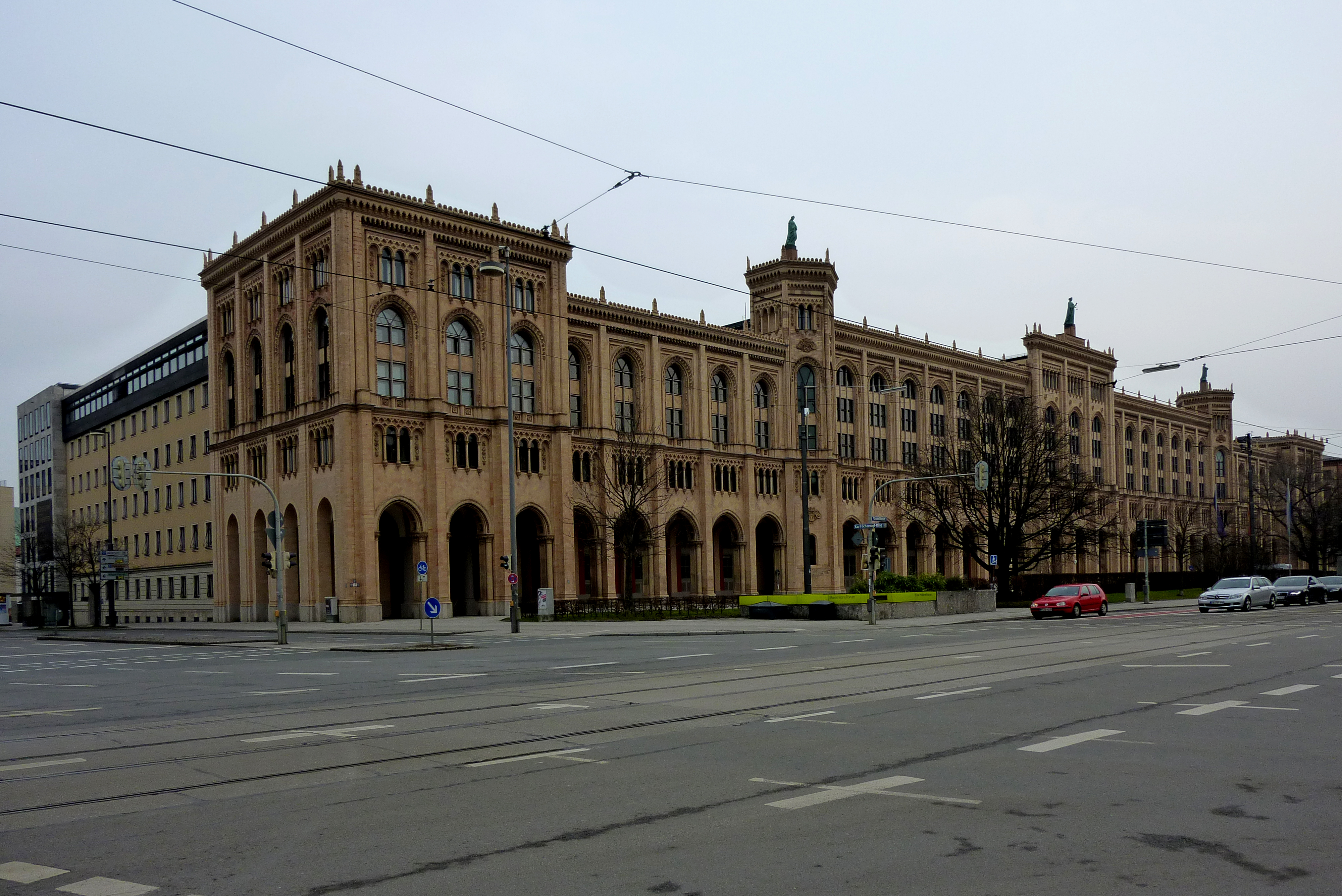
Maximilianstraße: historizáló épület

### Bajorország rezidenciája és fővárosa
München a 15. század végétől, a késő gótikában élte első fénykorát. 1506-ban IV. Albert herceg egyesítette Felső-és Alsó Bajorországot és a várost tette fővárosává, majd nemsokára – a 16. század végén – már az ellenreformáció erős bástyájává is vált. IV. Vilmos és V. Albert a reneszánsz idején – főleg energikus polgársága révén – ismét felvirágoztatták a várost. 1589-ben V. Vilmos megalapította a Hofbräuhaus elnevezésű sörfőzdét.
I. Miksa választófejedelem 1623-ban a fejedelemség székhelyévé tette. A harmincéves háború idején, 1632-ben a svédek elfoglalták Münchent. A városnak magas hadisarcot kellett fizetnie, és túszokat kellett adnia, hogy ne rombolják le az épületeket. A nem sokkal ezután kitört pestisjárványban (1515–17) a népesség egyharmada meghalt. A járvány 1634-ben megismétlődött.
A háború végére, 1648-ra a város újra lábra állt. Ferdinánd Mária bajor választófejedelem uralkodásának idején, a 17. század második felében vált uralkodóvá Münchenben az itáliai barokk művészet és kultúra.
A 18. század kezdete ugyancsak kedvezőtlenül érintette a várost. A spanyol örökösödési háborúban II. Miksa Emánuel választófejedelem Franciaországgal kötött szövetséget, emiatt Münchent a Habsburg Birodalom csapatai megszállták (1705–1715). Az ellenük indított polgár- és parasztfelkelést véresen leverték. Az osztrák örökösödési háborúban Károly Albert választófejedelem ismét a Habsburgok ellen fordult. Császárrá koronázása után, 1742-ben a Habsburg Birodalom hadserege két évre ismét megszállta a várost.
III. Miksa József választófejedelem 1759-ben alapította meg a Bajor Akadémiát.
IV. Miksa választófejedelem a napóleoni háborúk alatt ügyes politizálással elérte, hogy Napóleon császár elismerje őt a Bajor Királyság uralkodójának, München királyi székvárossá lett.

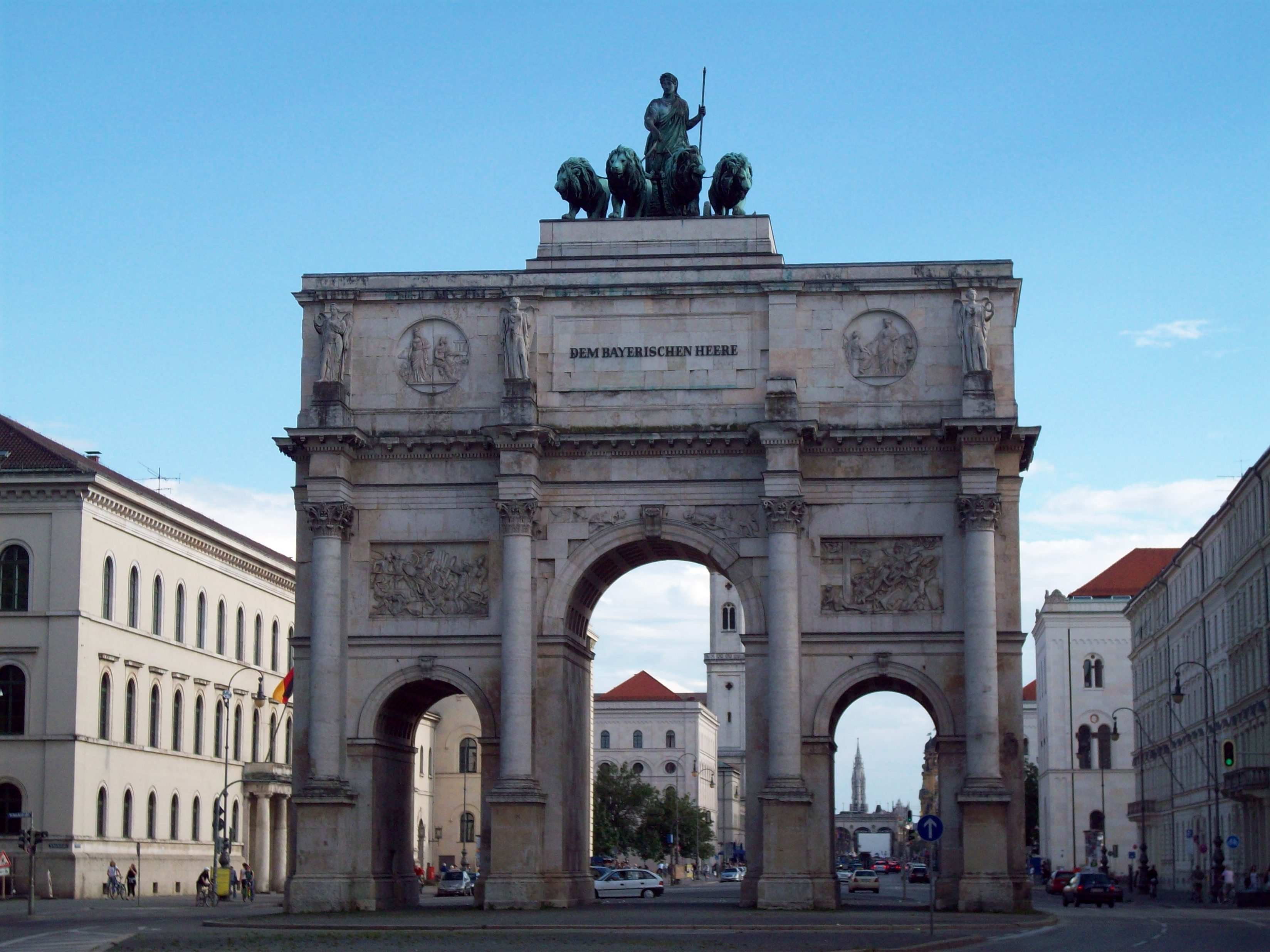
A müncheni diadalív, 1854

I. Lajos király uralkodása alatt (1825–1848) München ismert művészetkedvelő városként az „Isar-Athen” nevet viselhette. Leo von Klenze és Friedrich von Gärtner klasszicista művészek felépítették a Ludwigstraßét, a Köngisplatzot és kibővítették a királyi rezidenciát. A Német Császárság idején Luitpold herceg uralkodása alatt a város gazdaságilag és kulturálisan is fejlődésnek indult. Számos irodalmár és festő alkotott ekkor a városban. 1789-ben megépítették az Englischer Garten városi parkot. I. Lajos fia, II. Miksa uralkodása alatt (1848–1864) a városban elterjedt az angol gótikára emlékeztető „Maximilian-stílus”. Ennek jegyében épült a Maximilianstraße, amely napjainkban Európa egyik legelőkelőbb és legdrágább bevásárlóutcája, valamint a Diadalív.
A Német Császárság idején – I. Lajos másik fia, Luitpold herceg alatt – a város gazdaságilag és kulturálisan is fejlődésnek indult. (Bár München 1328 óta a császár egyik székhelye volt, csak 450 évvel később kezdett igazi nagyvárossá fejlődni. 1700-ban 24 000 ember élt itt. 1871-ben 170 000-en, majd 1933-ban 840 000-en éltek Münchenben.) Ekkoriban számos irodalmár és festő alkotott a városban. 1896-ban jelent meg az új kulturális irányzatot képviselő Die Jugend (Az Ifjúság) című folyóirat, amely nevét a szecesszió német megfelelőjéről, a Jugendstilről kapta. 1911-ben itt alakult meg a Der Blaue Reiter expresszionista művészcsoport.

### Forradalom és nemzetiszocializmus

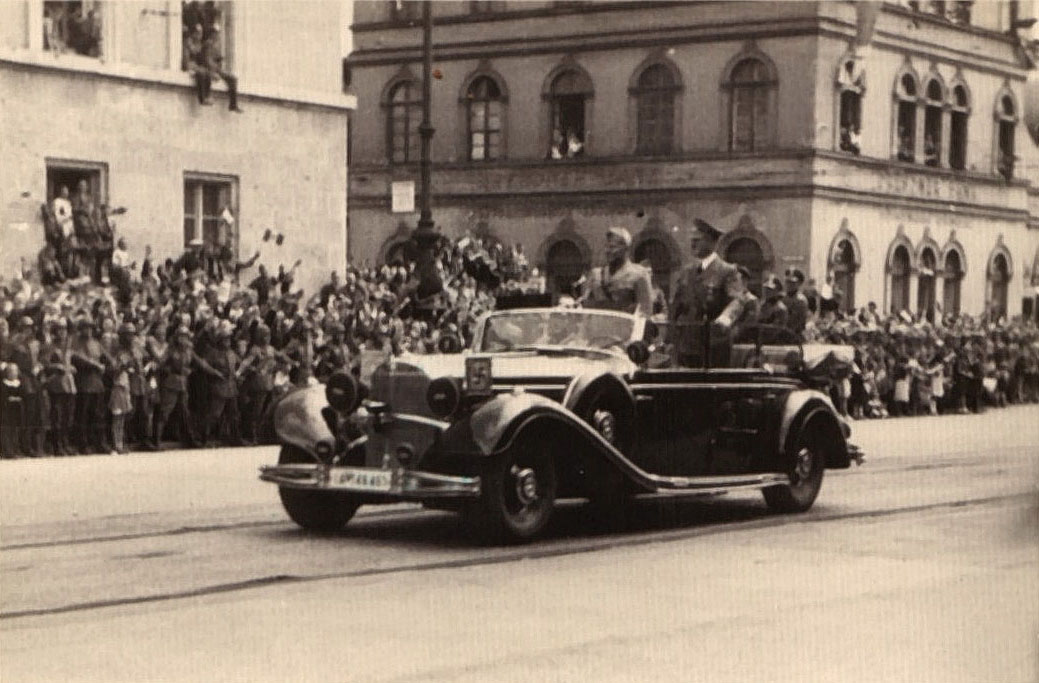
Hitler Münchenben, 1940

Az első világháború alatt, 1916-ban három francia repülőgép intézett légitámadást a város ellen, de csak kisebb károkat okoztak. 1918-ban baloldali fordulat következett be, és kikiáltották a Bajor Szabadállamot, majd a Bajor Tanácsköztársaságot. November 8-án Kurt Eisner lett az államfő. A következő években Münchenben is megerősödött a nacionalizmus. 1919-ben megalapították a Nemzetiszocialista Német Munkáspártot (NSDAP). 1923-ban itt volt a sörpuccs, amikor is Adolf Hitler és az NSDAP megpróbálta erőszakosan átvenni a hatalmat. Kísérletük ekkor sikertelen maradt, Hitlert pedig börtönbe zárták. Hatalomra kerülése (1933) után a városban nagyszabású építkezések kezdődtek Hermann Giesler tervei alapján.
1938-ban itt írták alá a nagyhatalmak a müncheni egyezményt, amelynek végeredménye Csehszlovákia feldarabolása és a szudétanémetek által lakott részeinek a Német Birodalomhoz csatolása lett. Mint minden német nagyvárost, Münchent is sok szövetséges légitámadás sújtotta a második világháborúban, a történelmi városközpont 90%-át és a teljes város 50%-át rombolták le a bombázások. Becslések szerint a bombázásokban kb. 6000 ember halt meg, 15 000 pedig megsebesült. 1945. április 30-án amerikai csapatok vonultak be Münchenbe.

### A modern nagyváros

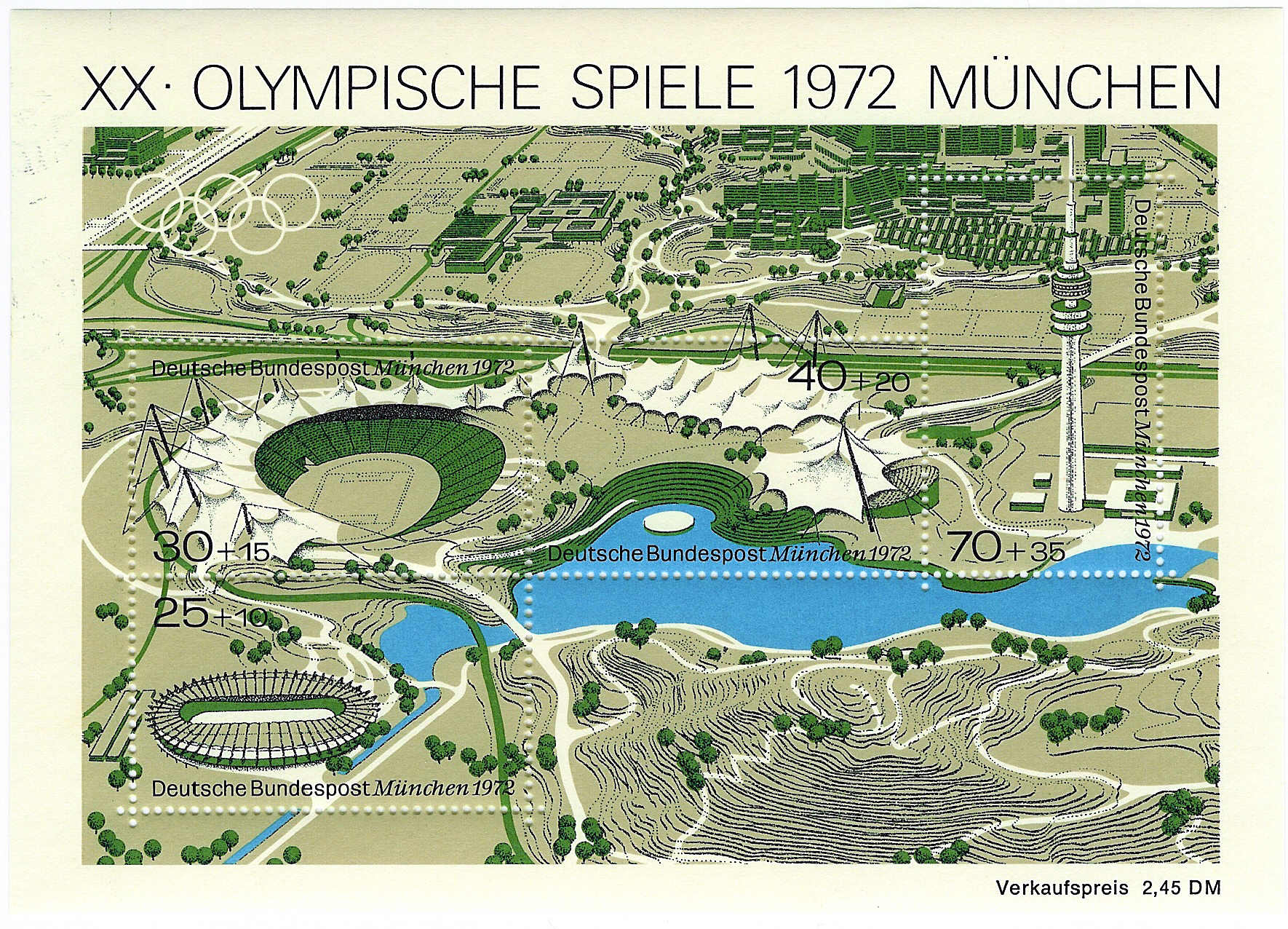
Postabélyeg az 1972-es müncheni olimpiáról

A város háború utáni újjáépítésekor a korábbi történelmi városkép visszanyerése fontos szempont volt. Ezután azonban sorra települtek le a szolgáltatással foglalkozó vállalatok, például a média, a biztosítók és a bankok. Emellett a különböző múzeumoknak (például az Alte Pinakothek, a Neue Pinakothek és a Deutsches Museum) és az egyéb látnivalóknak köszönhetően a turizmus is megélénkült.
1972-ben Münchenben rendezték meg a XX. nyári olimpiai játékokat. Az eseményt a palesztin terroristák akciója árnyékolta be, amelyben több izraeli sportoló és egy német rendőr vesztette életét. A játékokra kiváló helyi tömegközlekedést építettek ki, megépült az U-Bahn (metró) és az S-Bahn (városi vasút). A belváros egy részét átalakították sétálóutcává. 1992-ben megnyílt a Flughafen München „Franz Josef Strauß“, amely a korábbi München-Riem repteret váltotta. Ennek helyére épült később a Riemer Park.

## Lakosság

### Lélekszám

A város népességének alakulása

1852-ben lépte át a népesség a 100 000 főt, aminek következtében nagyváros lett. Ezután továbbra is jelentősen emelkedett a lakosságszám, 1883-ban Münchennek már 250 000 lakosa volt, 1901-ig pedig ez a szám is megduplázódott. Ezzel München vált a Német Birodalom harmadik legnagyobb városává Berlin és Hamburg után. 1933-ra 840 000-re, 1957-re egymillióra nőtt a népességszám. A fejlődés első tetőpontja 1972 volt, amikor 1 338 924 lakosa volt a bajor fővárosnak. Az átmeneti csökkenés után a szám újra nőni kezdett. Az előrejelzések szerint a népesség a következő évtizedekben 1,4–1,6 millió fő között fog alakulni. München vonzáskörzetében 4,65 millióan élnek.

### Külföldiek

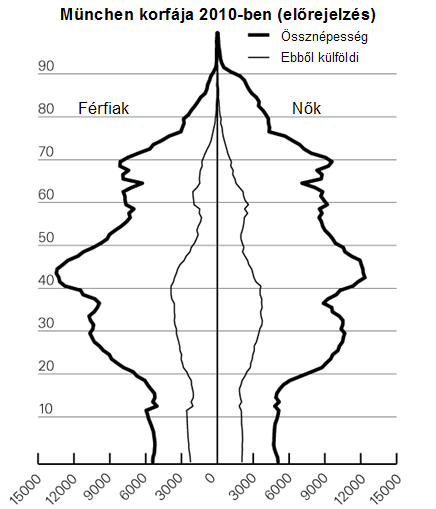
München várható korfája 2010-ben, a külföldiek külön vannak jelezve

A 2006. december 31-én regisztrált külföldiek közül 43 026 török, 24 697 horvát, 22 101 görög, 21 466 osztrák, 20 871 olasz, 20 169 szerb, 16 485 bosnyák, 14 144 lengyel, 8324 iraki, 7203 francia, 5484 orosz, 5325 ukrán és 5225 amerikai.

### Vallások
Bajorország déli része hagyományosan katolikus terület. Itt van a székhelye a Müncheni és Freisingi érsekségnek. 2006. december 31-én a város népességéből 39,4% római katolikus, 14,3% evangélikus és 46% más felekezethez tartozik vagy nem vallásos.
2010. május 12-étől 16-áig Münchenben rendezték meg az Ökumenikus egyháznapot.
Münchennek zsidó közössége is van 9700 taggal, amelynek nagy része kelet-európai, főként ukrajnai és oroszországi származású.
Az Utolsó Napok Szentjeinek Jézus Krisztus Egyháza (ismertebb nevén a mormonok) Münchenben négy gyülekezettel és két gyülekezeti épülettel rendelkezik.
1989 óta folyik a vita a Sendlingi mecsetről, ugyanis a közfelháborodás miatt az építés nem kezdődött meg, csak tervek vannak az épület kialakításáról.
2005. április 19-én Joseph Ratzinger bíborost, a város korábbi érsekét (1977–1982) választották meg Szent Péter 265. utódává, aki XVI. Benedek néven lépett a pápai trónra.

## Politika

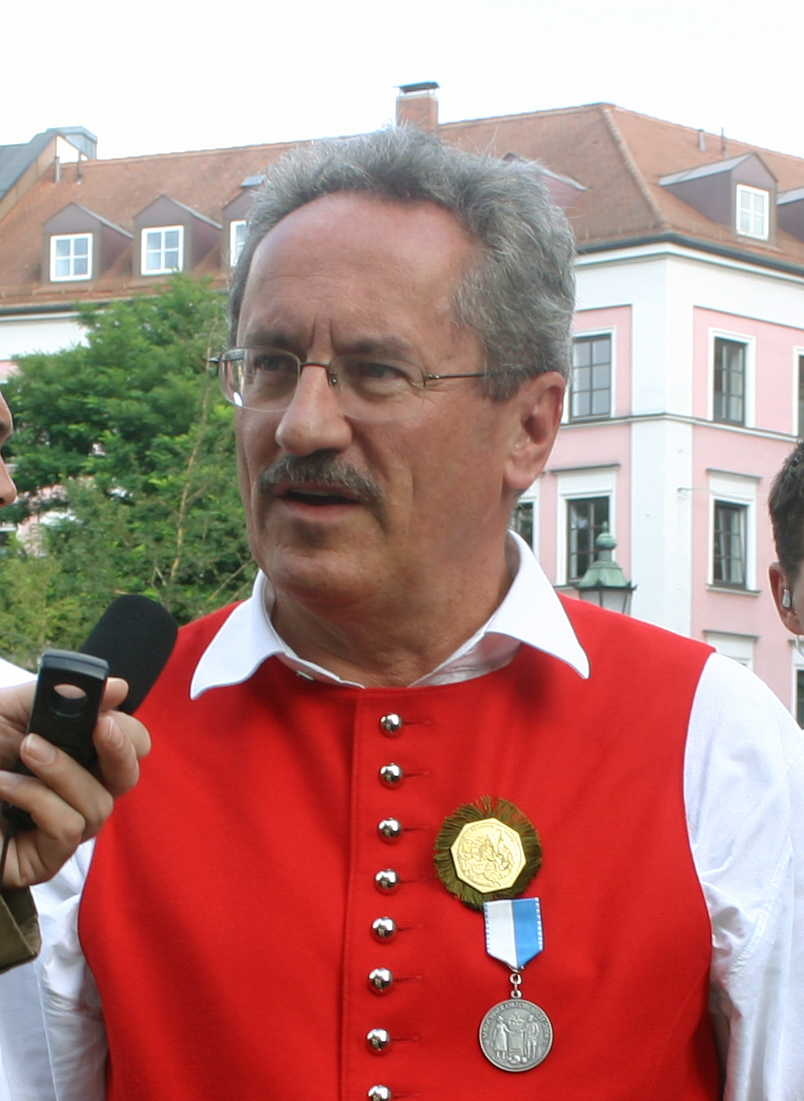
Christian Ude főpolgármester

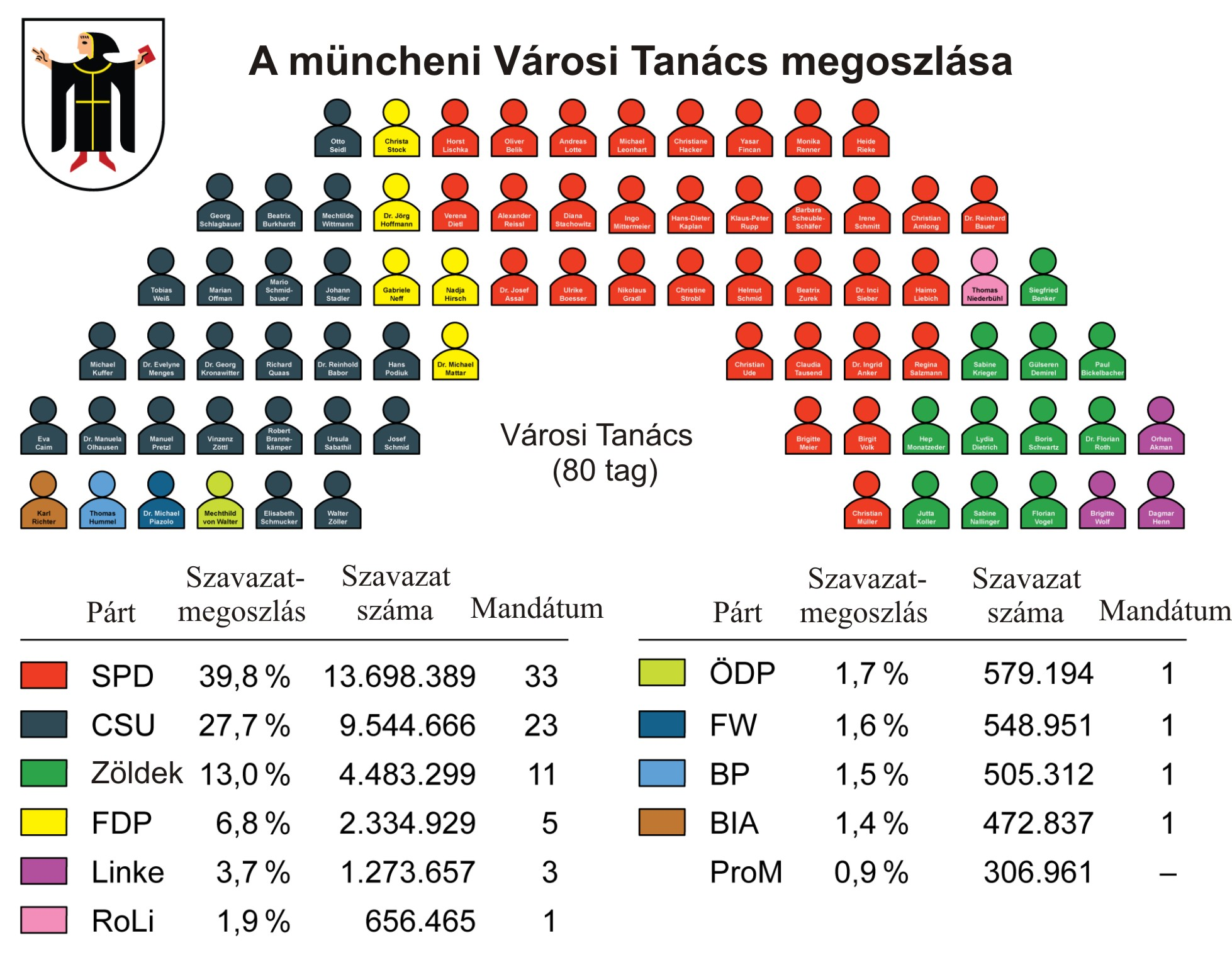
A müncheni Városi Tanács megoszlása szerzett mandátumok szerint 2008-ban

Bajorország fővárosaként München a Bajor Állami Tanács és a Bajor Állami Kormány, valamint a Felső-Bajoroszági Kormány és a Müncheni Metropolisz Körzet székhelye. Ezek mellett a város a központja olyan nemzeti és nemzetközi állami szerveknek, mint a Szövetségi Pénzügyi Hivatal (Bundesfinanzhof) és az Európai Szabadalmi Hivatal.
Münchenben a háború óta mind a bajorországi, mind a németországi politikában hagyományosan a balközép pártok a népszerűek, ellentétben a tradicionálisan jobboldali, keresztényszociális vidéki Bajorországgal.
1993 óta Christian Ude (SPD) a város polgármestere. Az egyik alpolgármester Christine Strobl (SPD), a másik Hep Monatzeder (Zöldek). 1996 óta a Müncheni Városi Tanácsban az SPD, a Zöldek és a Rózsaszín lista (homoszexuális civilszervezet) koalícióban kormányozzák a bajor fővárost.

### A választások eredményei (1946–2008)
| 1946 óta a városi tanács összetétele           | 1946 óta a városi tanács összetétele | 1946 óta a városi tanács összetétele | 1946 óta a városi tanács összetétele | 1946 óta a városi tanács összetétele | 1946 óta a városi tanács összetétele | 1946 óta a városi tanács összetétele | 1946 óta a városi tanács összetétele | 1946 óta a városi tanács összetétele | 1946 óta a városi tanács összetétele | 1946 óta a városi tanács összetétele | 1946 óta a városi tanács összetétele | 1946 óta a városi tanács összetétele | 1946 óta a városi tanács összetétele | 1946 óta a városi tanács összetétele |
| választás időpontja                            | 2008. március 2.*                    | 2002. március 3.                     | 1996. március 10.                    | 1994. június 12.                     | 1990. március 18.                    | 1984. március 18.                    | 1978. március 5.                     | 1972. június 11.                     | 1966. március 13.                    | 1960. március 27.                    | 1956. március 18.                    | 1952. március 30.                    | 1948. május 30.                      | 1946. május 26.                      |
| ---------------------------------------------- | ------------------------------------ | ------------------------------------ | ------------------------------------ | ------------------------------------ | ------------------------------------ | ------------------------------------ | ------------------------------------ | ------------------------------------ | ------------------------------------ | ------------------------------------ | ------------------------------------ | ------------------------------------ | ------------------------------------ | ------------------------------------ |
| Németország Szociáldemokrata Pártja (SPD)      | 33                                   | 35                                   | 31                                   | 29                                   | 36                                   | 35                                   | 31                                   | 44                                   | 36                                   | 34                                   | 28                                   | 25                                   | 15                                   | 17                                   |
| Bajor Keresztényszociális Unió (CSU)           | 23                                   | 30                                   | 32                                   | 30                                   | 25                                   | 35                                   | 42                                   | 29                                   | 16                                   | 16                                   | 16                                   | 13                                   | 10                                   | 20                                   |
| Német Szabaddemokrata Párt (FDP)               | 5                                    | 3                                    | 2                                    | 3                                    | 4                                    | 4                                    | 6                                    | 5                                    | 3                                    | 1                                    | 2                                    | 3                                    | 2                                    | —                                    |
| Szövetség ’90/Zöldek                           | 11                                   | 8                                    | 8                                    | 9                                    | 8                                    | 6                                    | —                                    | —                                    | —                                    | —                                    | —                                    | —                                    | —                                    | —                                    |
| Ökológiai Demokrata Párt (ÖPD)                 | 1                                    | 1                                    | 1                                    | 1                                    | —                                    | —                                    | —                                    | —                                    | —                                    | —                                    | —                                    | —                                    | —                                    | —                                    |
| Rózsaszínű Lista (RoLi)                        | 1                                    | 1                                    | 1                                    | —                                    | —                                    | —                                    | —                                    | —                                    | —                                    | —                                    | —                                    | —                                    | —                                    | —                                    |
| Baloldali Párt                                 | 3                                    | 1                                    | —                                    | —                                    | —                                    | —                                    | —                                    | —                                    | —                                    | —                                    | —                                    | —                                    | —                                    | —                                    |
| Bajor Párt (BP)                                | 1                                    | —                                    | —                                    | —                                    | —                                    | —                                    | —                                    | —                                    | 1                                    | 3                                    | 4                                    | 7                                    | 13                                   | —                                    |
| Szabad választók                               | 1                                    | —                                    | —                                    | —                                    | —                                    | —                                    | —                                    | —                                    | —                                    | —                                    | —                                    | —                                    | —                                    | —                                    |
| Polgári Kezdeményezés a külföldiek ellen (BIA) | 1                                    | —                                    | —                                    | —                                    | —                                    | —                                    | —                                    | —                                    | —                                    | —                                    | —                                    | —                                    | —                                    | —                                    |
| Republikánusok                                 | —                                    | 1                                    | 1                                    | 4                                    | 6                                    | —                                    | —                                    | —                                    | —                                    | —                                    | —                                    | —                                    | —                                    | —                                    |
| DaGG / DaCG                                    | —                                    | —                                    | 1                                    | 1                                    | 1                                    | —                                    | —                                    | —                                    | —                                    | —                                    | —                                    | —                                    | —                                    | —                                    |
| ASP                                            | —                                    | —                                    | 1                                    | 1                                    | —                                    | —                                    | —                                    | —                                    | —                                    | —                                    | —                                    | —                                    | —                                    | —                                    |
| Szabad Polgárok szövetsége (BFB)               | —                                    | —                                    | 2                                    | —                                    | —                                    | —                                    | —                                    | —                                    | —                                    | —                                    | —                                    | —                                    | —                                    | —                                    |
| Fiatal Lista                                   | —                                    | —                                    | —                                    | 2                                    | —                                    | —                                    | —                                    | —                                    | —                                    | —                                    | —                                    | —                                    | —                                    | —                                    |
| SRB                                            | —                                    | —                                    | —                                    | —                                    | —                                    | —                                    | 1                                    | —                                    | —                                    | —                                    | —                                    | —                                    | —                                    | —                                    |
| MB                                             | —                                    | —                                    | —                                    | —                                    | —                                    | —                                    | —                                    | 1                                    | 2                                    | 2                                    | 4                                    | 3                                    | —                                    | —                                    |
| SD72                                           | —                                    | —                                    | —                                    | —                                    | —                                    | —                                    | —                                    | 1                                    | —                                    | —                                    | —                                    | —                                    | —                                    | —                                    |
| A száműzöttek és károsultak Szövetsége (BHE)   | —                                    | —                                    | —                                    | —                                    | —                                    | —                                    | —                                    | —                                    | 1                                    | 2                                    | 2                                    | 2                                    | —                                    | —                                    |
| Német Nemzeti Demokrata Párt (NPD)             | —                                    | —                                    | —                                    | —                                    | —                                    | —                                    | —                                    | —                                    | 1                                    | —                                    | —                                    | —                                    | —                                    | —                                    |
| Pártfüggetlen Választók közössége              | —                                    | —                                    | —                                    | —                                    | —                                    | —                                    | —                                    | —                                    | —                                    | 1                                    | 1                                    | 1                                    | —                                    | —                                    |
| Evangélikus Szavazóközösség                    | —                                    | —                                    | —                                    | —                                    | —                                    | —                                    | —                                    | —                                    | —                                    | 1                                    | —                                    | —                                    | —                                    | —                                    |
| Németország Kommunista Pártja (KPD)            | —                                    | —                                    | —                                    | —                                    | —                                    | —                                    | —                                    | —                                    | —                                    | —                                    | 2                                    | 4                                    | 6                                    | 2                                    |
| Légi és háborús károsultak                     | —                                    | —                                    | —                                    | —                                    | —                                    | —                                    | —                                    | —                                    | —                                    | —                                    | 1                                    | —                                    | —                                    | —                                    |
| Jogfosztottak Szociális Közössége              | —                                    | —                                    | —                                    | —                                    | —                                    | —                                    | —                                    | —                                    | —                                    | —                                    | —                                    | 1                                    | —                                    | —                                    |
| Királypárt                                     | —                                    | —                                    | —                                    | —                                    | —                                    | —                                    | —                                    | —                                    | —                                    | —                                    | —                                    | 1                                    | —                                    | —                                    |
| Gazdasági Építési Egyesülés (WAV)              | —                                    | —                                    | —                                    | —                                    | —                                    | —                                    | —                                    | —                                    | —                                    | —                                    | —                                    | —                                    | 3                                    | 1                                    |
| Független Katolikusok                          | —                                    | —                                    | —                                    | —                                    | —                                    | —                                    | —                                    | —                                    | —                                    | —                                    | —                                    | —                                    | 1                                    | —                                    |
| Független                                      | —                                    | —                                    | —                                    | —                                    | —                                    | —                                    | —                                    | —                                    | —                                    | —                                    | —                                    | —                                    | —                                    | 1                                    |
| Helyek száma                                   | 80                                   | 80                                   | 80                                   | 80                                   | 80                                   | 80                                   | 80                                   | 80                                   | 60                                   | 60                                   | 60                                   | 60                                   | 50                                   | 41                                   |
| Választási részvétel (%)                       | 47,6                                 | 51,0                                 | 52,8                                 | 59,2                                 | 65,4                                 | 65,0                                 | 66,2                                 | 65,3                                 | 63,9                                 | 66,6                                 | 60,5                                 | 62,6                                 | 79,5                                 | 85,0                                 |

*Előzetes eredmények 

### Címer

A müncheni „nagycímer”

München címere egy ezüst alapon álló, aranyszegélyes fekete csuhás bencés szerzetes, aki piros cipőt visel, s bal kezében imakönyvet tart. A szerzetes egy vár kapujában áll, amely felett aranyoroszlán ágaskodik. A város jelenlegi, hivatalos címere a „kis címer”, amelyet 1957 óta használnak. Ez annyiban különbözik a nagytól, hogy csak a szerzetes látható benne. München város színei a fekete és az arany, amelyek IV. Lajos német-római császár idejéből valók.

## Közigazgatás

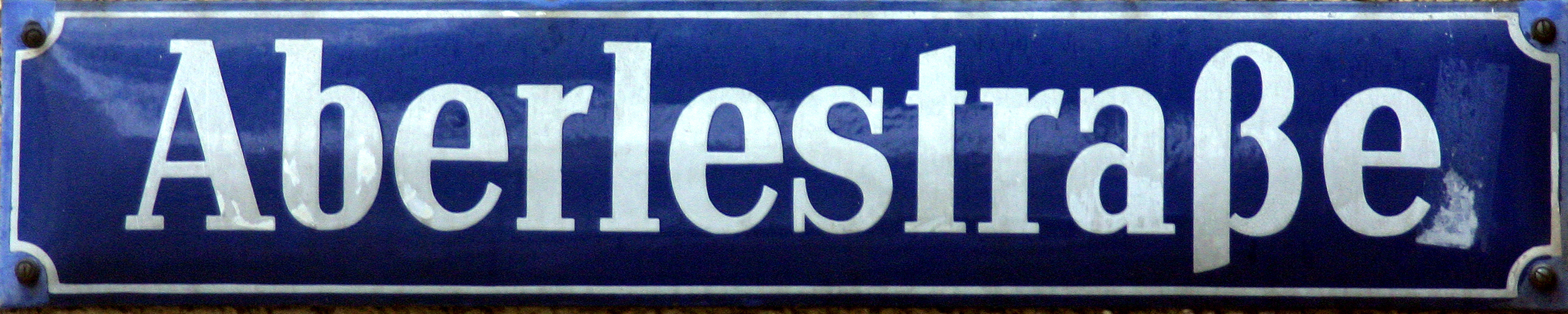
Müncheni utcanévtábla

1992-ben a város területét újra felosztották, így a városrészek száma 41-ről 25-re csökkent. A listán a városrészek betűrendben szerepelnek. Az egyes számú városrész a belváros, hivatalos neve Altstadt-Lehel.

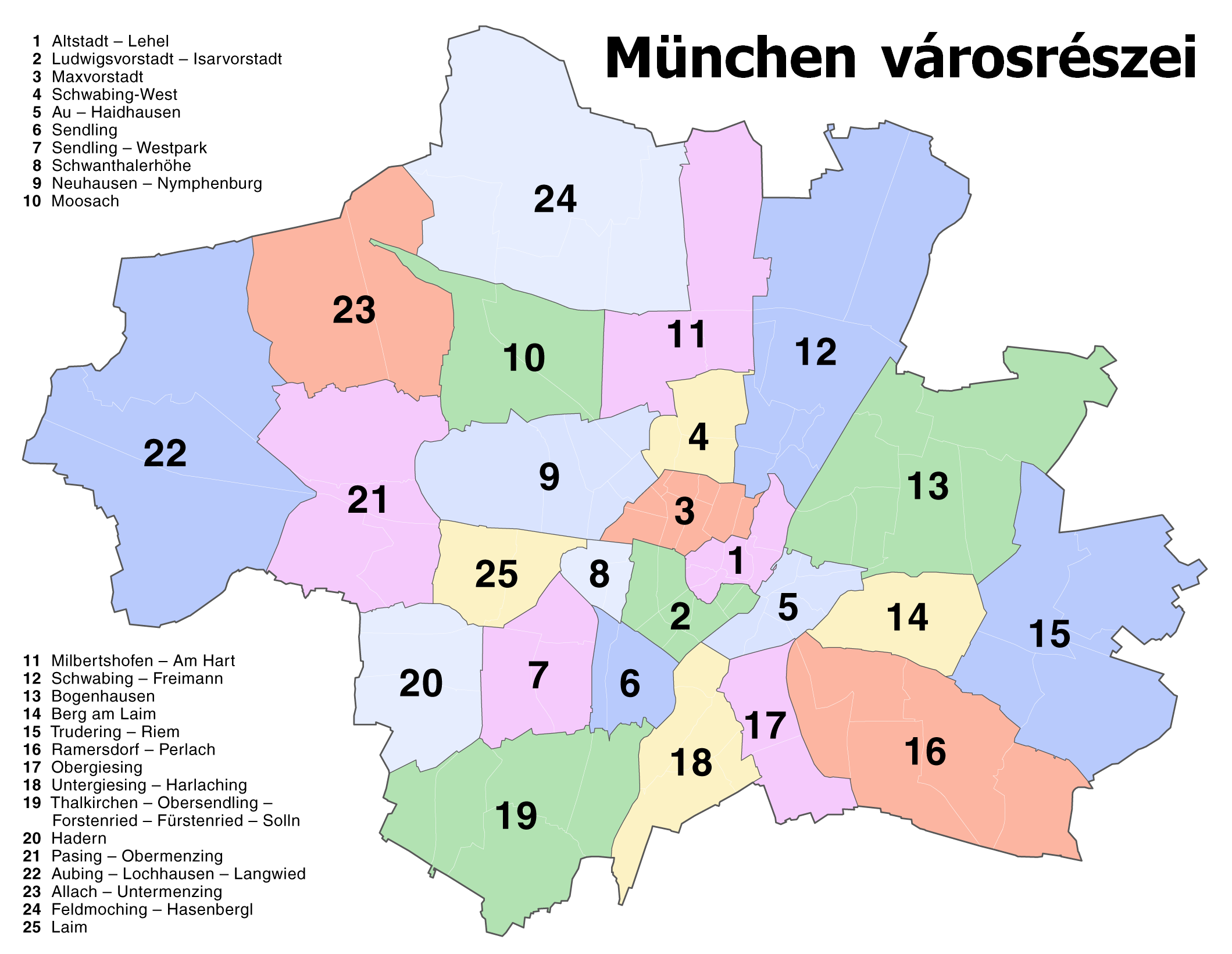
München városrészei

| - Allach-Untermenzing (23) - Altstadt-Lehel (1) - Aubing-Lochhausen-Langwied (22) - Au-Haidhausen (5) - Berg am Laim (14) - Bogenhausen (13) - Feldmoching-Hasenbergl (24) - Hadern (20) - Laim (25) - Ludwigsvorstadt-Isarvorstadt (2) - Maxvorstadt (3) - Milbertshofen-Am Hart (11) - Moosach (10) | - Neuhausen-Nymphenburg (9) - Obergiesing (17) - Pasing-Obermenzing (21) - Ramersdorf-Perlach (16) - Schwabing-Freimann (12) - Schwabing-West (4) - Schwanthalerhöhe (8) - Sendling (6) - Sendling-Westpark (7) - Thalkirchen-Obersendling-Forstenried-Fürstenried-Solln (19) - Trudering-Riem (15) - Untergiesing-Harlaching (18). |

## Gazdaság és infrastruktúra

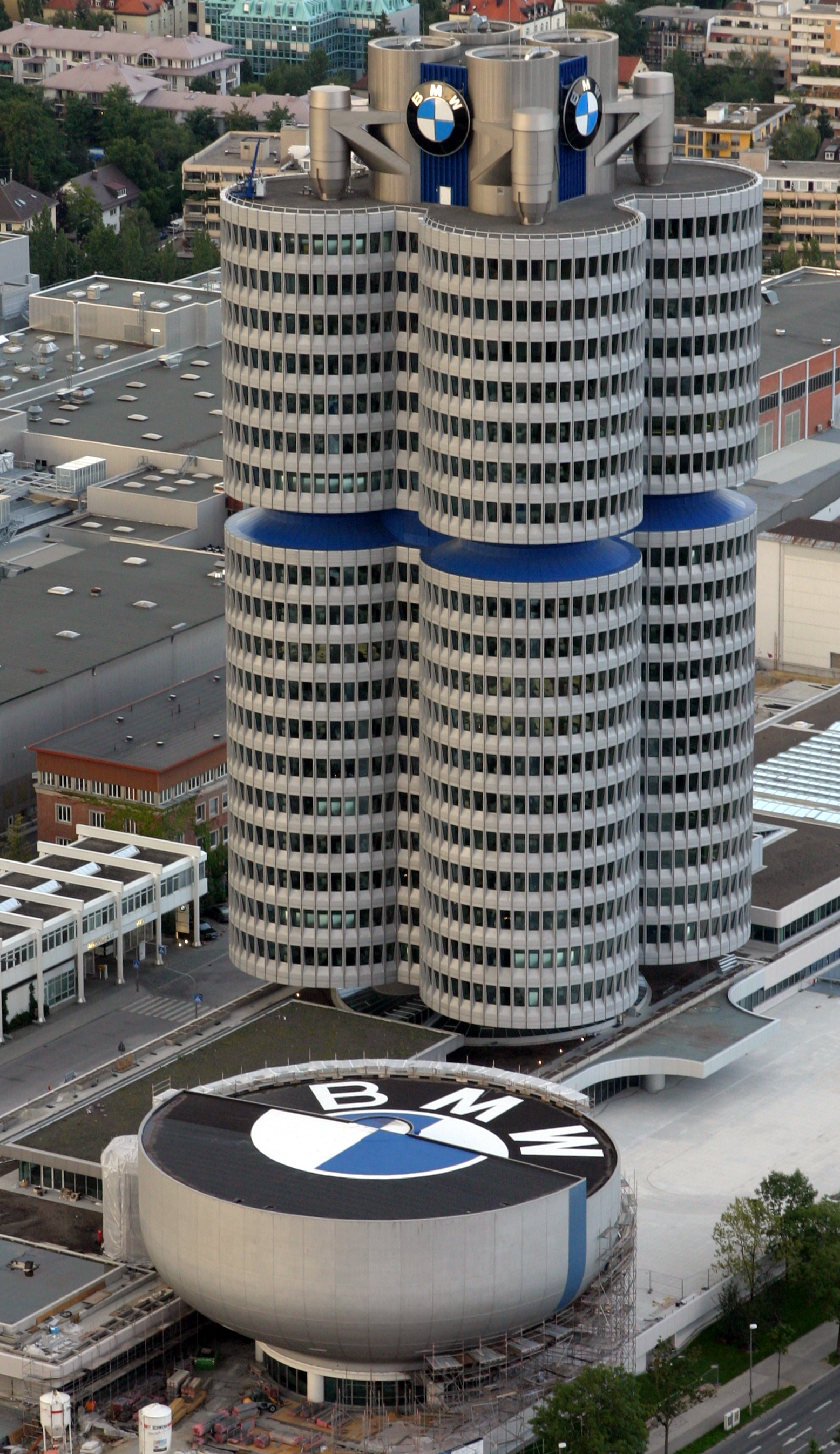
A BMW központi épülete a müncheni Olympiaturmból nézve

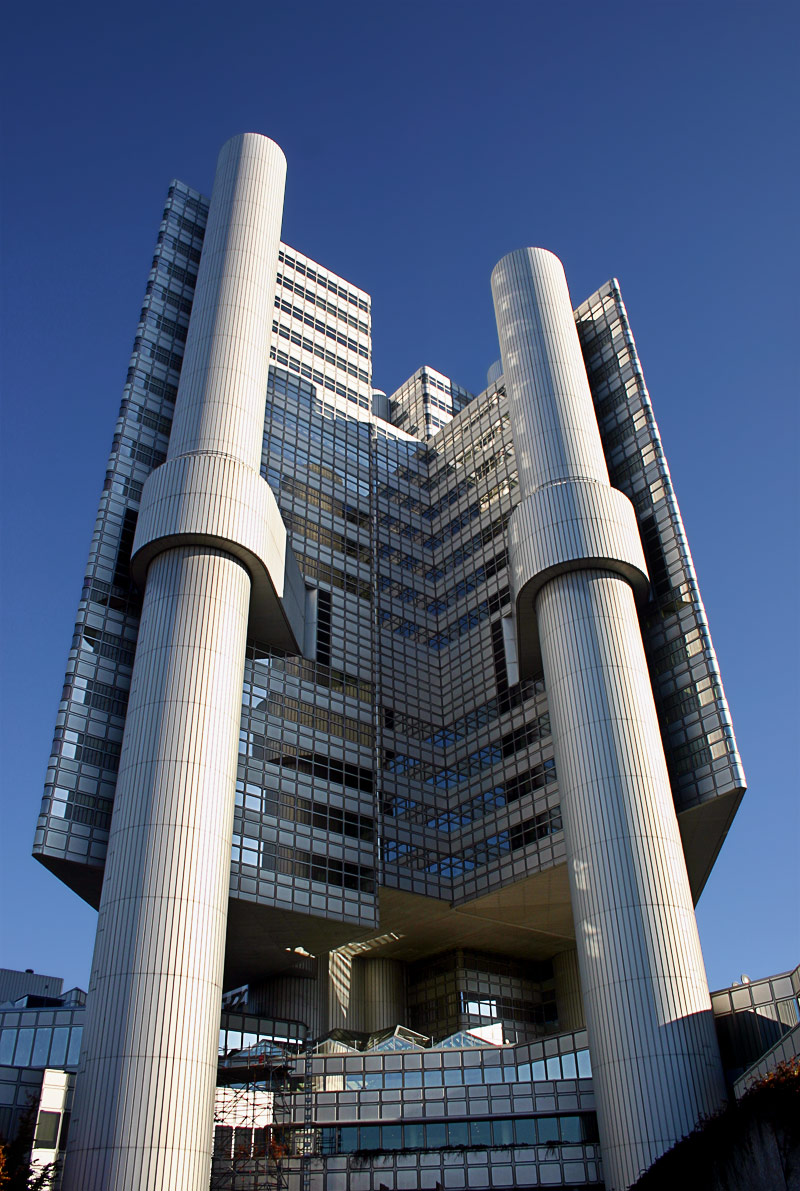
A HypoVereinsbank főépülete

München 2007-ben az ország gazdasági szempontból legsikeresebb városa volt a vizsgált ötven legnagyobb városból. Az INSM szerint a következő években is Németország gazdaságilag legsikeresebb városa marad.
A tanulmány figyelembe veszi a különböző gazdasági tényezőket, úgymint a termelékenység, a bruttó bevétel, a beruházások, a munkanélküliség arányát és a jól képzett munkaerő. A listán Münchent Stuttgart, Düsseldorf, majd Hamburg követi. A német nagyvárosok között München – nagy előnnyel – az első helyen zárta a 2007-es évet a vásárlóerő tekintetében 26 648 euró/fővel.

### Vállalatok
München legfontosabb gazdasági ága a turizmus, az autó- és gépgyártás, az elektrotechnika és a szoftveripar, de jelentős szerepet játszik a biotechnológia is. A televízió- és filmipar mind a városban, mind pedig a környéken nagyon erős. A bajor főváros emellett Németország fontos biztosítási központja, és itt székel a világ egyik legnagyobb biztosítótársasága, az Allianz is. Emellett olyan vállalatoknak van a székhelyük a városban, mint a BMW, a Hypo Real Estate, az Infineon, a Linde, az MAN, a Münchener Rück és a Siemens. A DAX szerint, amely a részvénytársaságok pillanatnyi tőzsdei állapotát mutatja, e nyolc vállalkozás Németország harminc legjelentősebbje között található.

### Média
Münchenben van a Bajor Rádió és Televízió központja, és itt van a Das Erste német televíziós csatorna programigazgatósága. Münchenben sok privát televízió- és rádióadó van. Mintegy 250 újság van jelen a városban. A legfontosabb kiadóvállalatok: Burda Verlag, Süddeutscher Verlag. Münchenben nyomtatják az országosan is kapható Süddeutsche Zeitung című lapot. New York után a bajor fővárosban van a legtöbb könyvkiadó a világon.

### Eladósodás
A 2000-es évek elején a város adóssága ugrásszerűen megnőtt, annyira, hogy 2005-ben megelőzte a korábban vezető Frankfurt am Maint az egy főre jutó adósság listáján, s a lakosságszámra kivetített adósság tekintetében München az első Németországban.
2005 végén München városa 2651 euró/fő adóssággal állt az első helyen, megelőzve Kölnt (2571 euró/fő) és Frankfurtot (2138 euró/fő). Mindenesetre a nagy adóssággal szemben értékes eszközvagyon áll a város rendelkezésére lakások és közművek tulajdona, résztulajdona formájában. Így az adósság nem jelent kezelhetetlen problémát.

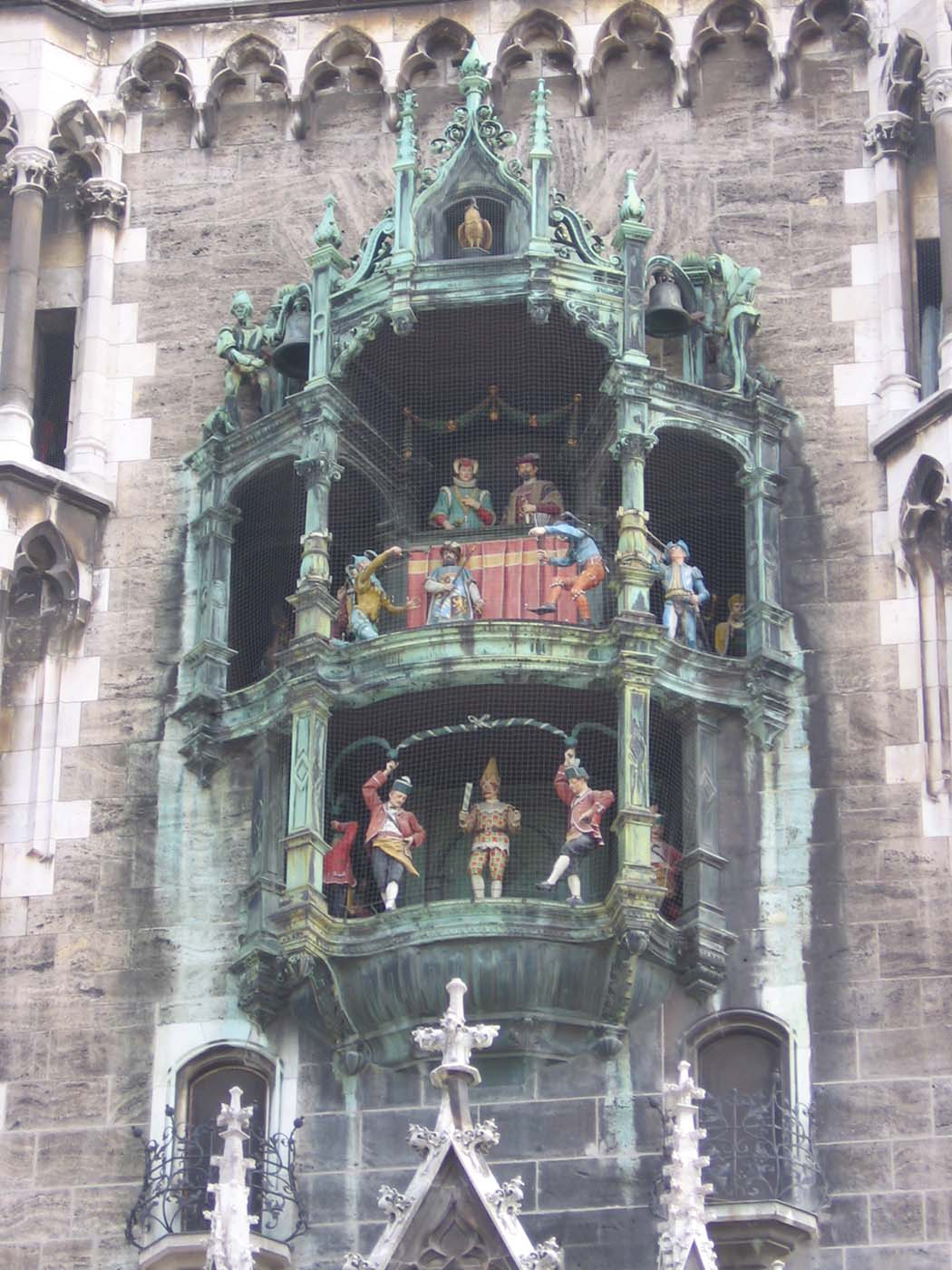
Harangjáték az új városháza tornyán

| Év         | Adósság (millió euróban számolva) |
| ---------- | --------------------------------- |
| 2011*      | 1849                              |
| 2010*      | 2100                              |
| 2009*      | 2350                              |
| 2008*      | 2600                              |
| 2007       | 2905                              |
| 2006       | 3335                              |
| 2005       | 3414                              |
| 2004       | 3380                              |
| 2003       | 3068                              |
| 2002       | 2446                              |
| 2001       | 2153                              |
| 2000       | 2111                              |
| *tervezett |                                   |

### Turizmus
A látnivalók és bevásárlási lehetőségek a városban sok turistát és kereskedelmi utazót vonzanak. A vendégéjszakák száma 2007-re 9,5 millióra nőtt, ami 7,6% növekedés volt az előző évihez képest. Szinte minden második látogató (47,4%) külföldről jön. A legtöbb külföldi az Egyesült Államokból érkezik (688 ezer éjszaka, 4,9% növekedés), másodikként az olaszok 500 ezerrel, harmadikként a britek 385 ezerrel. Érdekesség, hogy a nyári hónapokban sok arab turista jön a Perzsa-öböl környékéről (250 ezer éjszaka), akik nemcsak bevásárolni jönnek, hanem itteni tartózkodásuk alatt gyakran a müncheni klinikákon orvosi ellátást vesznek igénybe (plasztikai műtét stb.).

## Közlekedés

### Légi közlekedés

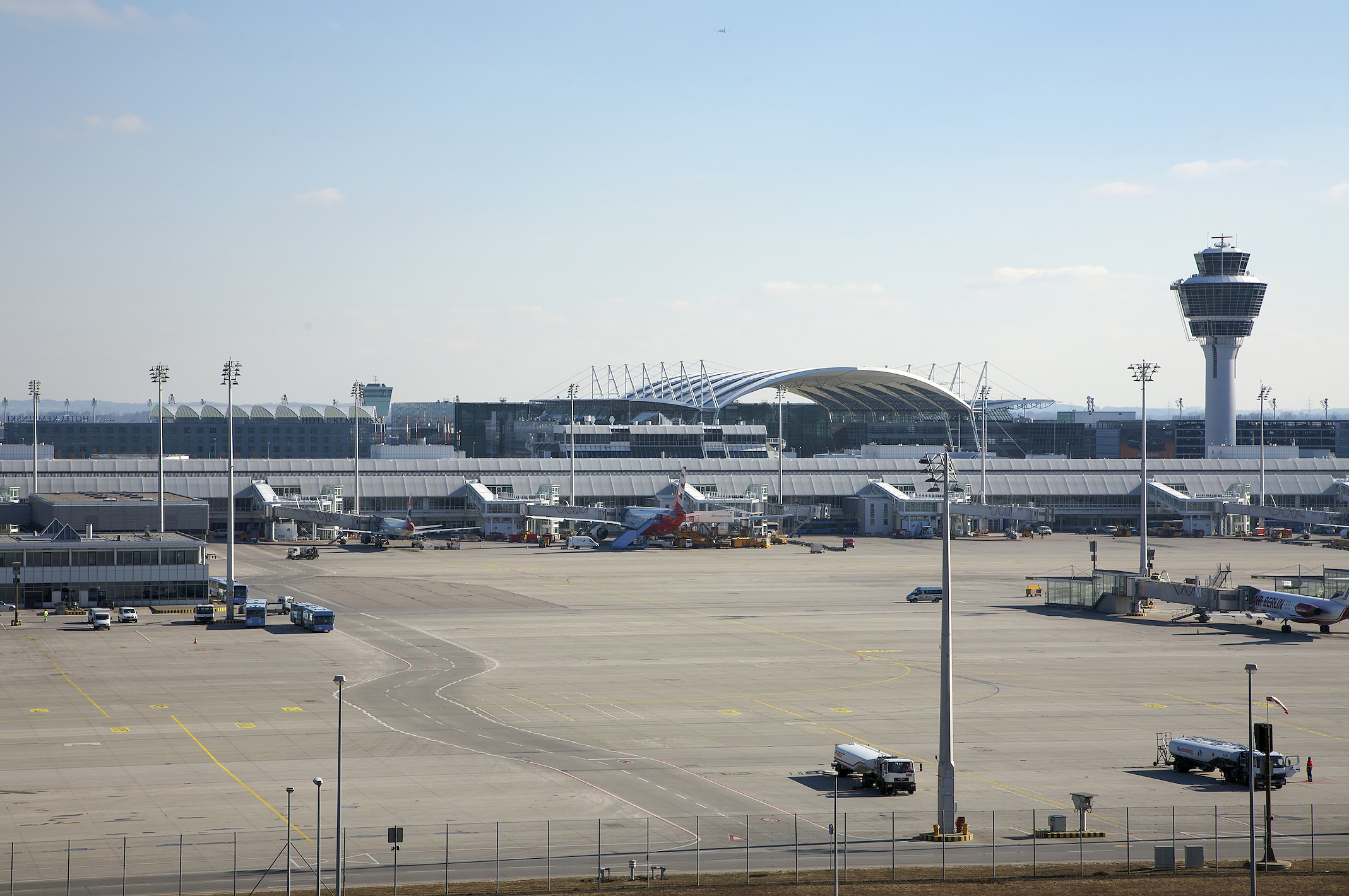
A Franz Josef Strauß repülőtér

Az 1992-ben megnyílt Flughafen München „Franz Josef Strauß“ 29 km-re északkeletre található a várostól. 2006-ban 30,8 millió utas fordult meg rajta. Németország második, Európa hetedik legnagyobb reptere, és a Lufthansa döntése értelmében tovább fejlesztik, hogy levegye a terhet Frankfurtról. 2003-ban nyitották meg az új terminált, és 2011-re egy harmadik fel- és leszállópályát is terveztek.
2008 márciusában leállították azt a tervet, miszerint lebegő mágnesvasút épült volna a (belvárosban található) müncheni főpályaudvar és a repülőtér között. A tervezet szerint 10 perc lett volna a menetidő, de a magas költségek miatt az ötlet nem valósult meg.
Az új repülőtér az S1-es és S8-es S-Bahn-vonalakon, illetve az A92-es autópályán közelíthető meg.

### Vasúti közlekedés

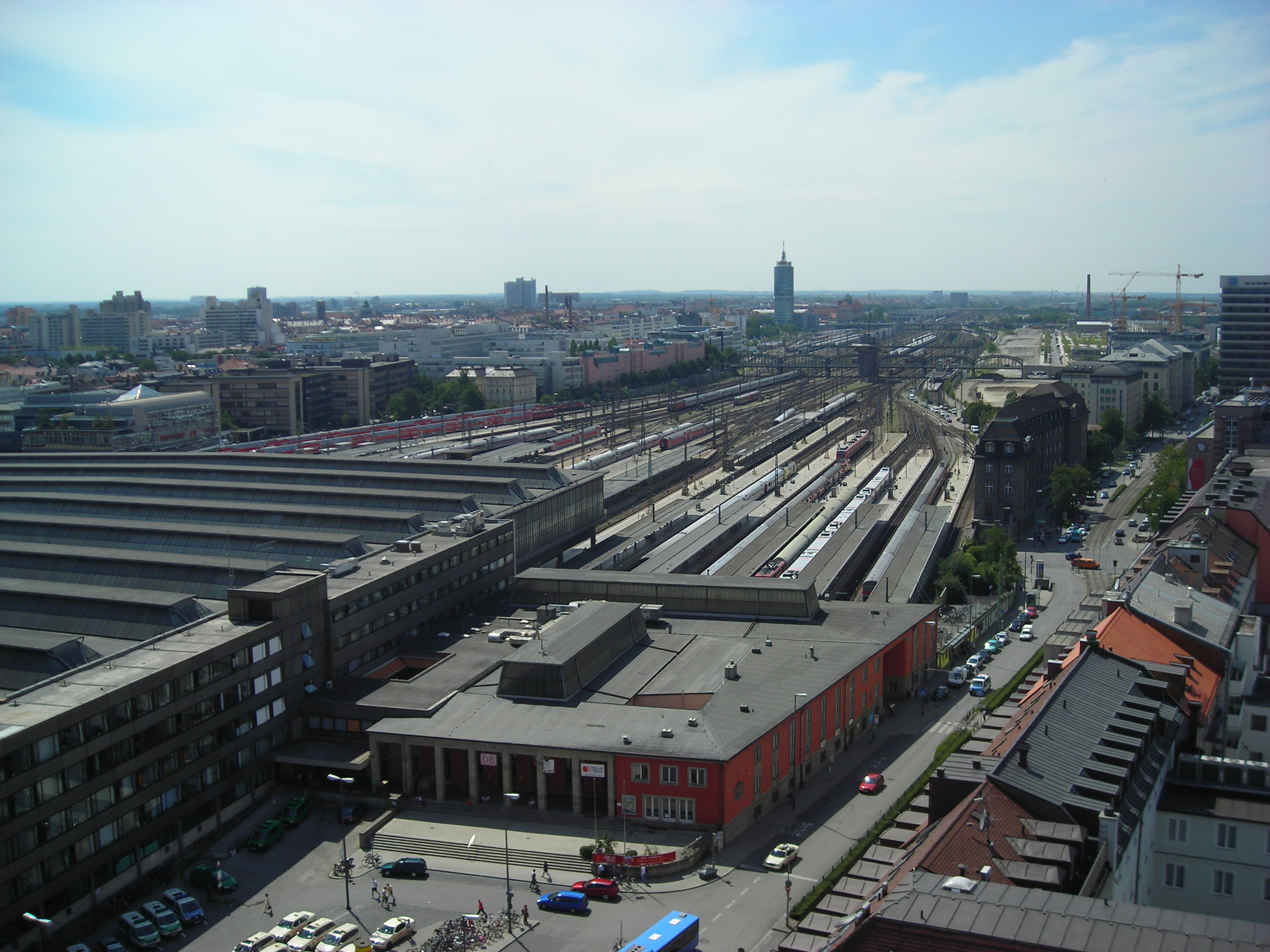
A müncheni főpályaudvar

München nemzetközi vasúti csomópont. A müncheni főpályaudvarra fut be a Berlin–Frankfurt-München–Innsbruck és a Hamburg–Nürnberg–München–Garmisch-Partenkirchen Intercity Express-vonal. A München–Augsburg–Nürnberg–Berlin, a München–Ingolstadt–Nürnberg–Frankfurt és a München–Stuttgart–Frankfurt–Köln–Dortmund vonalak szerelvényei is mind a városból indulnak. 2007. december 9. óta a TGV naponta közlekedik Párizs és München között, 2008 decembere óta pedig Budapestről is ütemesen kétóránként indul Railjet vonat a városba.
A másik két pályaudvar a München-Pasing és a München Ost pályaudvarok. A városnak S-Bahn- és villamoshálózata is van.

### Közúti közlekedés
München jelentős autópálya-csomópont. A déli országrész központjaként több autópálya és szövetségi út találkozik területén. Az első autópálya 1936-ban nyílt meg. Az akkor 26-os számot viselt (ma A8-as) út nyugat felől érkezett a városba. A többi autópálya története a háború utánra nyúlik vissza. Az ötvenes és hatvanas években kezdték el építeni az első városi autópályát, a 2R szövetségi utat, amely ma a városközpont körül futó belső körgyűrű.

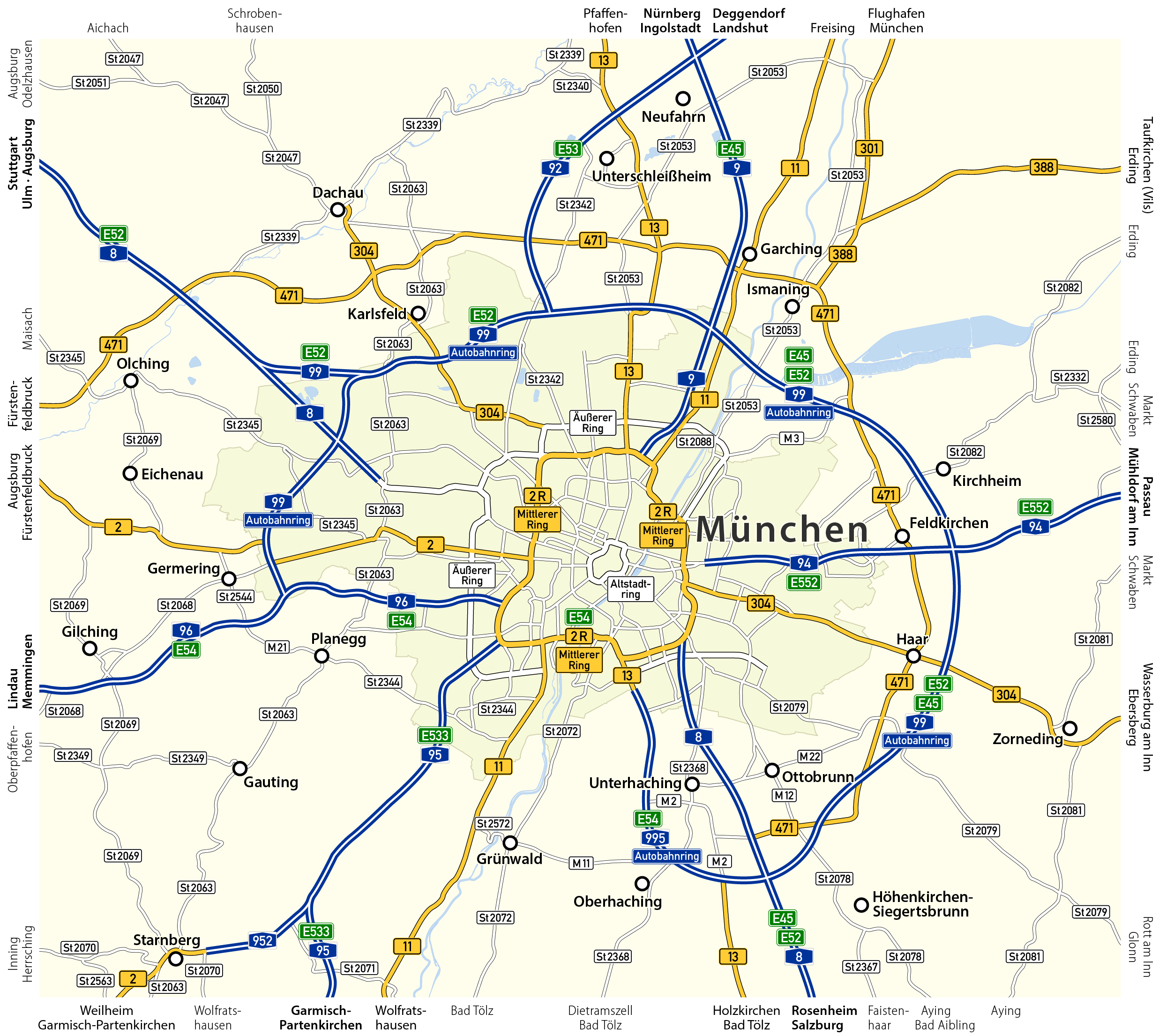
A müncheni autópályák és a belső körgyűrű, Mittlerer Ring

Ma az alábbi utakon érhetjük el a várost:
- 8-as autópálya: Karlsruhe – Stuttgart – Ulm – Augsburg – München – Salzburg
- 9-es autópálya: München – Nürnberg – Lipcse – Berlin
- 92-es autópálya: München – Landshut – Deggendorf
- 94-es autópálya: München – Passau – osztrák határ
- 95-ös autópálya: München – Garmisch-Partenkirchen
- 96-os autópálya: München – Memmingen – Lindau (Boden-tó)
- 95-ös autópálya: München – München Süd autópálya-kereszteződés/A8
- 2-es szövetségi út: lengyel határ – Berlin – Lipcse – Nürnberg – Augsburg – München – Garmisch-Partenkirchen – osztrák határ
- 11-es szövetségi út: cseh határ – Landshut – München – Kochel am See – osztrák határ

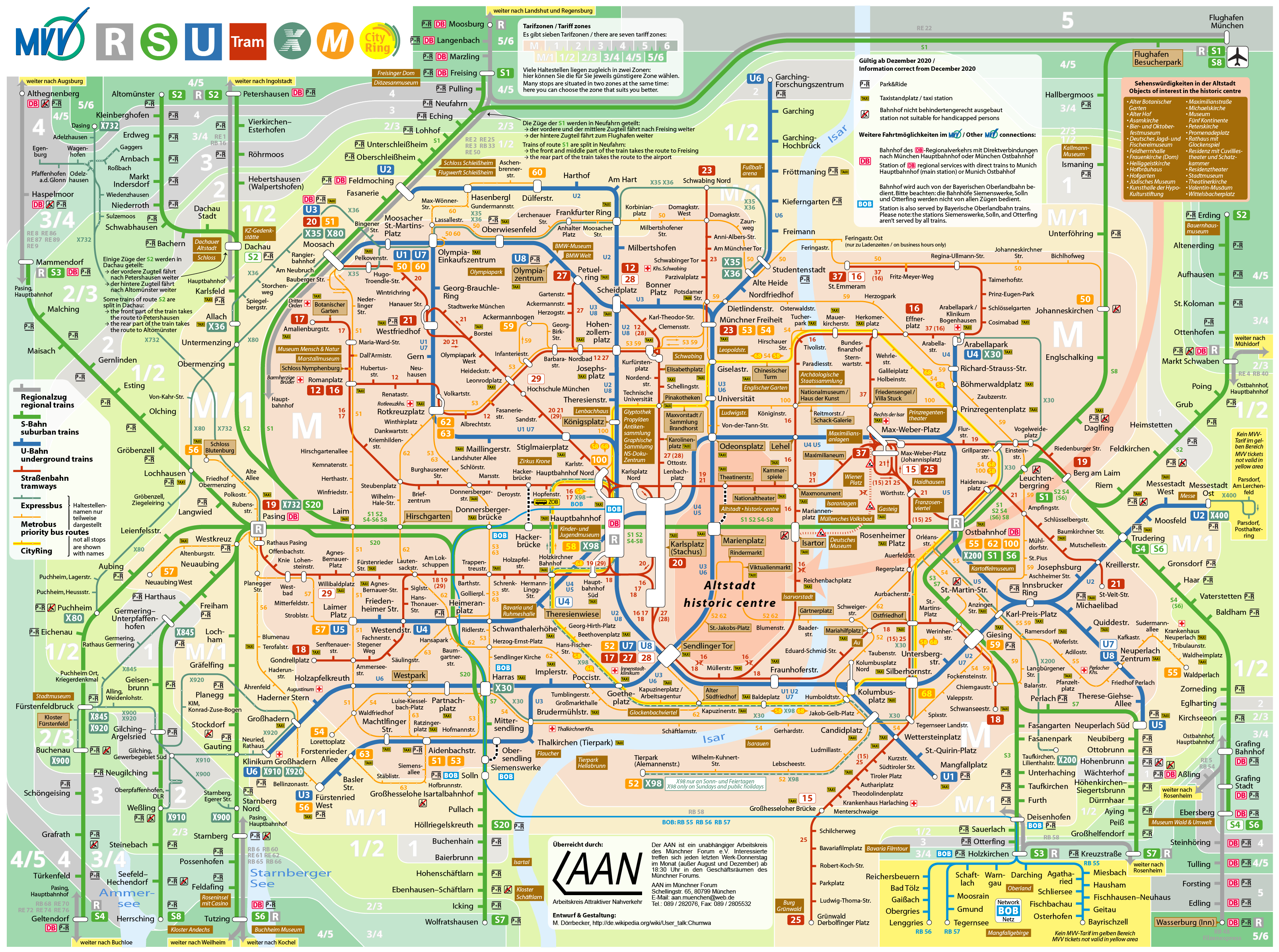
A közösségi közlekedés hálózata

- 12-es szövetségi út: Lindau (Boden-tó) – München (A94/A96-tal) – Passau – cseh határ
- 13-as szövetségi út: Würzburg – Ingolstadt – München – Bad Tölz
- 304-es szövetségi út: Dachau – München – Freilassing

#### Közösségi közlekedés
A müncheni tömegközlekedésnek fontos része az 1972-es olimpiára elkészült S-Bahn (elővárosi vasút) és U-Bahn (metró). Jelenleg kilenc S-Bahn- és nyolc U-Bahn-vonal van, valamint kilenc vasútvonal lát el városon belüli tömegközlekedési funkciót is. A városban ezenkívül tizenegy villamosvonal és körülbelül hetven autóbuszvonal van. A tarifa egységes a városban, a Müncheni Közlekedési- és Tarifaegyesület határozza meg.
A müncheni metróhálózat 100,8 km-es hosszúságával Németország harmadik leghosszabbja. A föld alatti része 80,4 km hosszú, ami a második leghosszabb az országban.

## Oktatás és kutatás
München számos felsőoktatási intézménnyel rendelkezik. A két legismertebb a Lajos–Miksa Egyetem (Ludwig-Maximilians-Universität, LMU) és a Müncheni Műszaki Egyetem (Technische Universität München, TUM).
A városban található még a Max-Planck-Gesellschaft négy kutatóközpontja:
- Max-Planck-Institut für Ausländisches und internationales Sozialrecht – nemzetközi szociális jog
- Max-Planck-Institut für Geistiges Eigentum, Wettbewerbs- und Steuerrecht – szellemi tulajdon, verseny- és adójog
- Max-Planck-Institut für Physik (Werner-Heisenberg-Institut) – fizika (Werner-Heisenberg Intézet)
- Max-Planck-Institut für Psychiatrie – pszichiátria

### Egyetemek, főiskolák

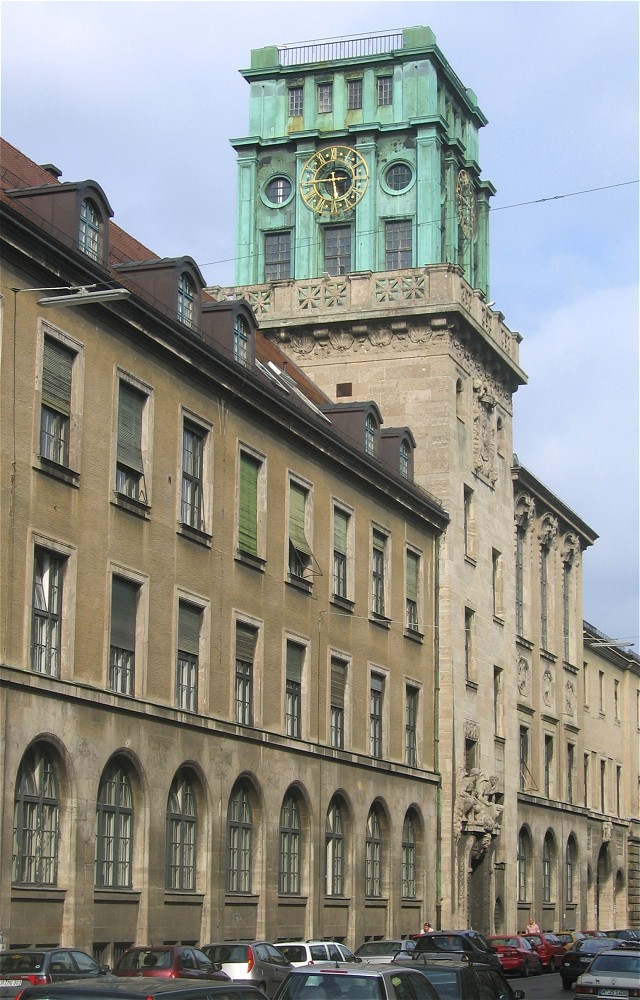
A Müncheni Műszaki Egyetem épülete

- Lajos–Miksa Egyetem (LMU): 1472-ben alapították Ingolstadtban, 1802-ben Landshutba, majd onnan 1826-ban Münchenbe helyezték át, és a három legrangosabb német egyetem között tartják számon.
- Müncheni Műszaki Egyetem (TUM): 1868-ban alapították műszaki iskolaként, 1872-ben mezőgazdasági osztállyal bővítették, 1930-ban mezőgazdasági és sörfőzési főiskola lett. 1970 óta viseli jelenlegi nevét. Egyike a kilenc német elitegyetemnek.
- Környezeti és Egészségügyi Kutatóközpont (GSF): a GSF jövőbeli gyógyszerkészítmények alapját kutatják. A középpontban olyan krónikus, degeneratív betegségek állnak, mint a tüdőbetegségek, az allergia, a rák és vérkeringési problémák.
- Politikai Főiskola: 1950-ben Hochschule für Politik München (HfP) néven alapították a főiskolát.
- Szövetségi hadsereg egyeteme: az egyetem Neubibergben található. 1973-ban alapították katonák és tisztjelöltek kiképzésére.
- Képzőművészeti Akadémia: 1808-ban alakult Képzőművészeti Királyi Akadémia néven. 1946-ban összevonták a Királyi Iparművészeti Iskolával és az Iparművészeti Akadémiával, 1953 óta viseli jelenlegi nevét.
- Zenei és Színházművészeti Főiskola: 1830-ban alapították énekes iskolaként. 1924-től Müncheni Zenei Főiskola lett a neve, 1946-ban nyitották meg újra, és 1998 óta viseli jelenlegi nevét.
- Filmművészeti Főiskola: 1966-ban jött létre szerkesztők, rendezők és forgatókönyvírók képzésére.
- Filozófiai Főiskola: 1925-ben, Pullachban alapították, ugyanebben az évben papképző főiskola lett. 1932 óta foglalkozik filozófiaoktatással. 1971-ben költözött az intézmény Münchenbe. Fenntartói a jezsuiták.
- Müncheni Szakiskola (FHM) / Munich University of Applied Sciences: 1971-ben alapították hét mérnöki iskola és több szakiskola összevonásával.
- Oekonomie & Management Szakiskola: privát gazdasági szakiskola.
- Katolikus Alapítványi szakiskola: 1971-ben négy szakiskola összevonásából jött létre szociális munka és szociális pedagógia tanítására. Fenntartója a katolikus egyház.
- Munich Business School: privát főiskola, szakiskola.
- Euro Business College (EBC): privát, államilag nem elismert közgazdasági főiskola.
- AKAD Magánfőiskola: privát, államilag elismert főiskola.
- Ukrán Szabad Egyetem (UFU): privát egyetem, 1945 óta székhelye Münchenben van.

## Kultúra és látnivalók

### Építészet

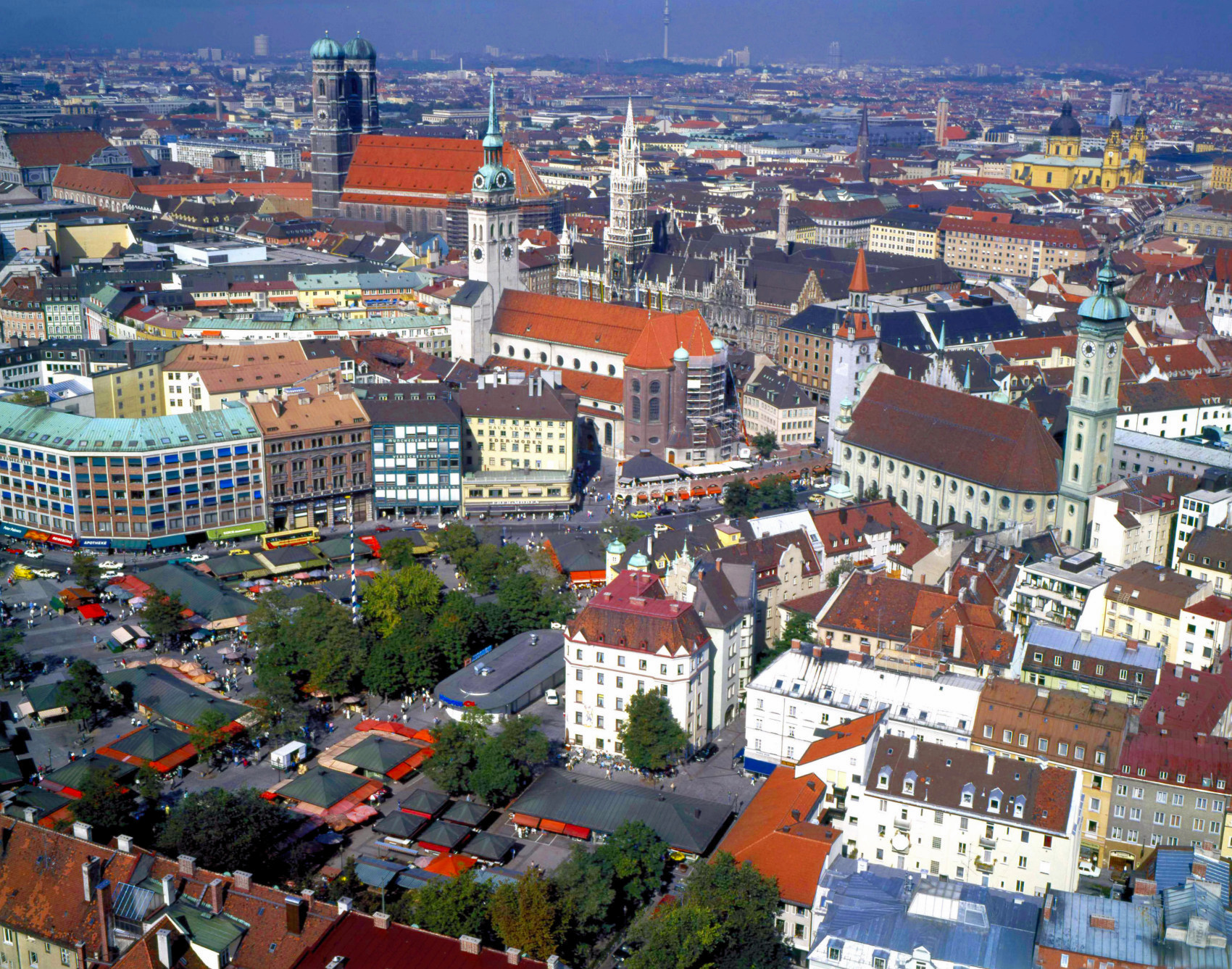
München óvárosa

#### Romanika és gótika
München központja a Marienplatz (Mária tér). Itt található az új és a régi városháza is. Néhány lépésnyire a tértől áll a Szent Péter-templom, München legrégibb temploma, amelynek építése még a romanikában kezdődött, később gótikus átépítésen, belseje pedig barokk stílusún ment át.
A Szent Jakab-templom 1955-ös lebontása óta egyetlen román stílusú épület sem maradt a belvárosban, de román kori emlékek találhatóak még a város más részein, például a Heilig-Kreuz-Kirche (Szent Kereszt-templom) a város északi részén.
A románnal szemben sok gótikus épület maradt fenn a Szent Péter-templomon kívül is; városkapuk, például az Isar-kapu, Sendlingi-kapu, a Károly-kapu vagy az Oroszlán-torony. A gótika legfontosabb világi épületeihez tartozik az Alter Hof, amely IV. Lajos császári udvara volt a középkorban. Ilyen a Régi városháza a bálteremmel, vagy a Fegyvertár, amely ma a városi múzeum része. A város egyik jelképe, a Marienplatztól nem messze található Frauenkirche is gótikus stílusú. További, 13. századi gótikus templom, a barokk korban átépített Heilig-Geist-Kirche, vagy a blutenburgi vár kápolnája is. A grünwaldi az egyetlen középkori vár München közelében.

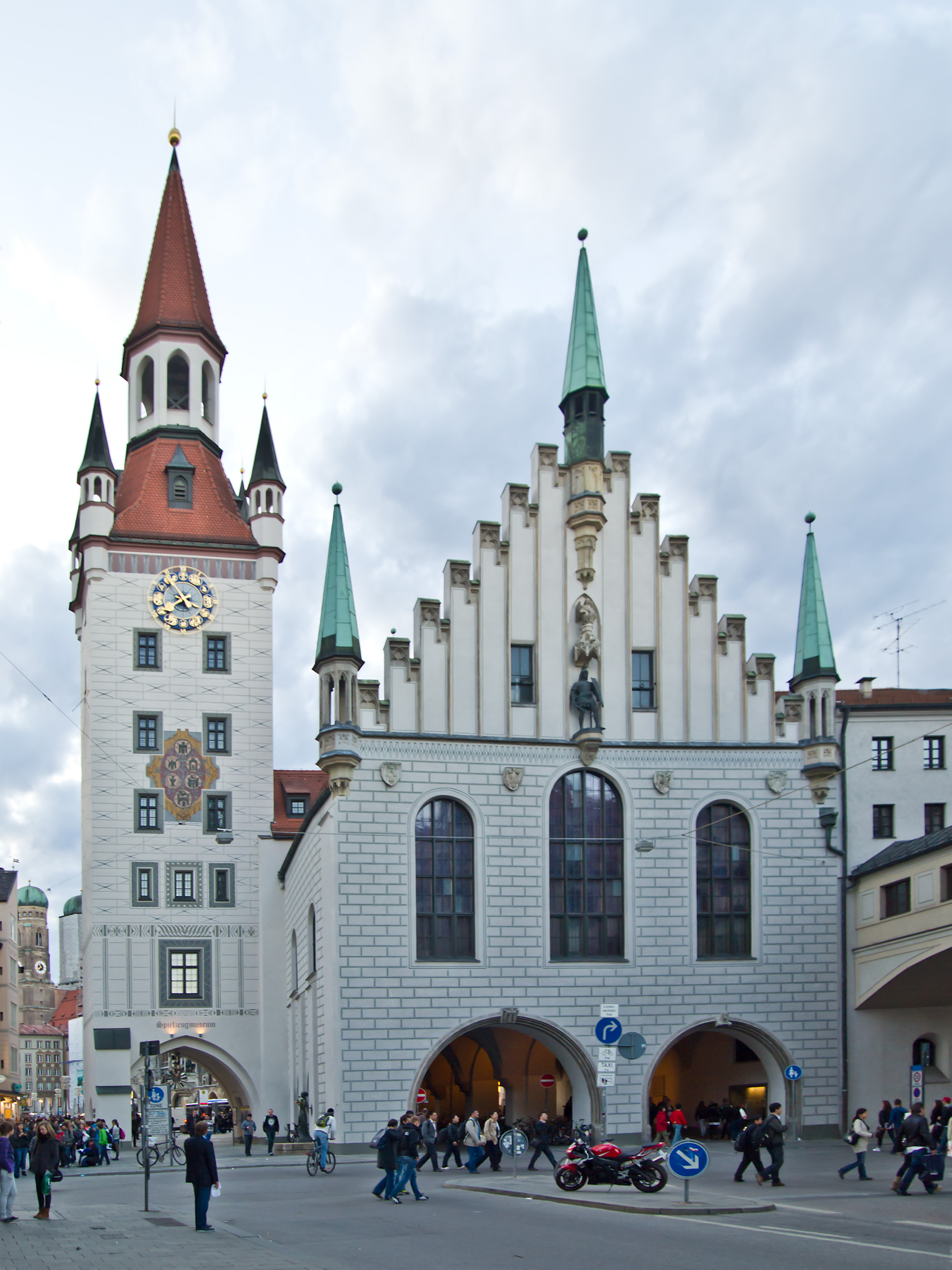
A régi városháza
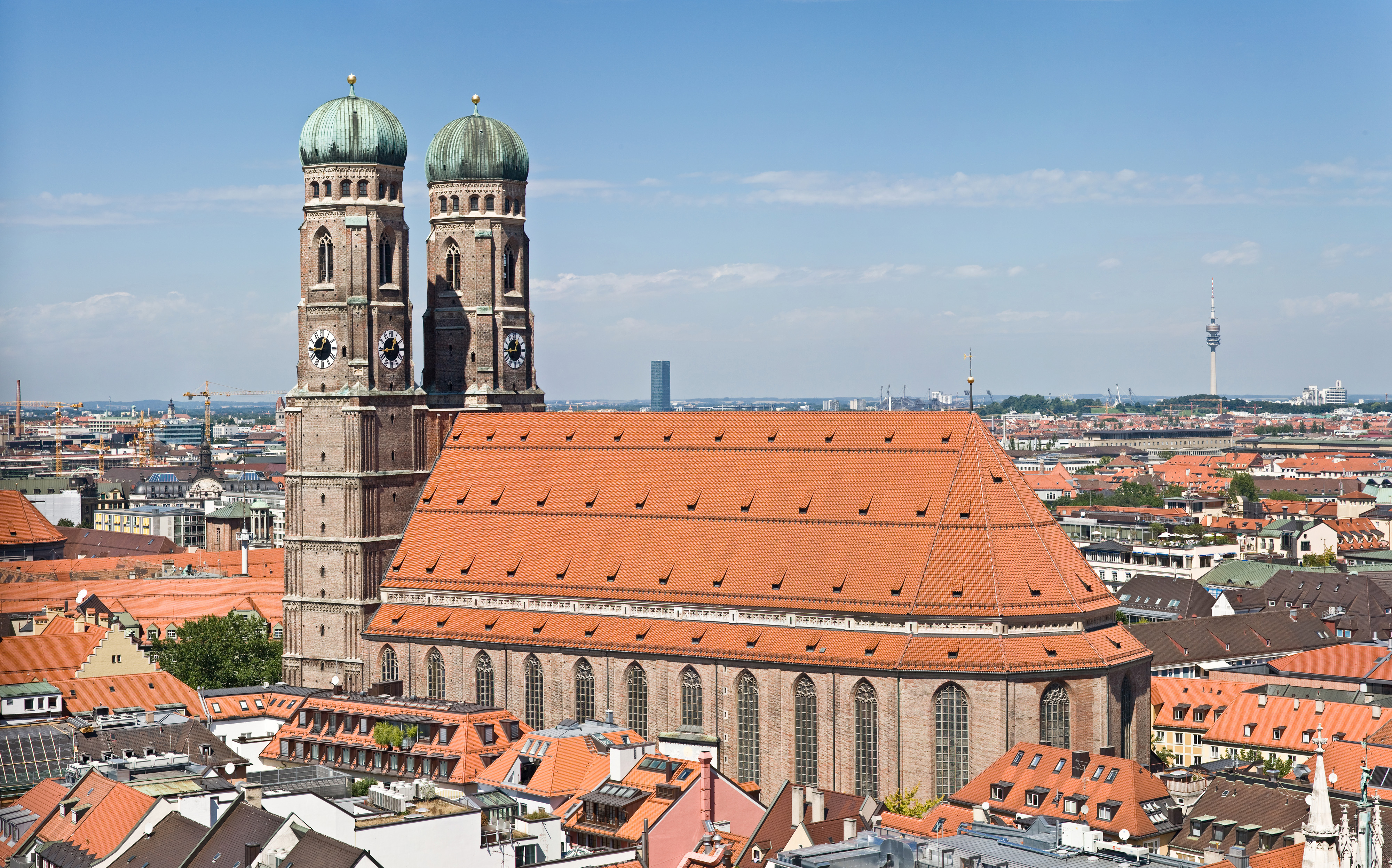
A Miasszonyunk-templom (Frauenkirche)
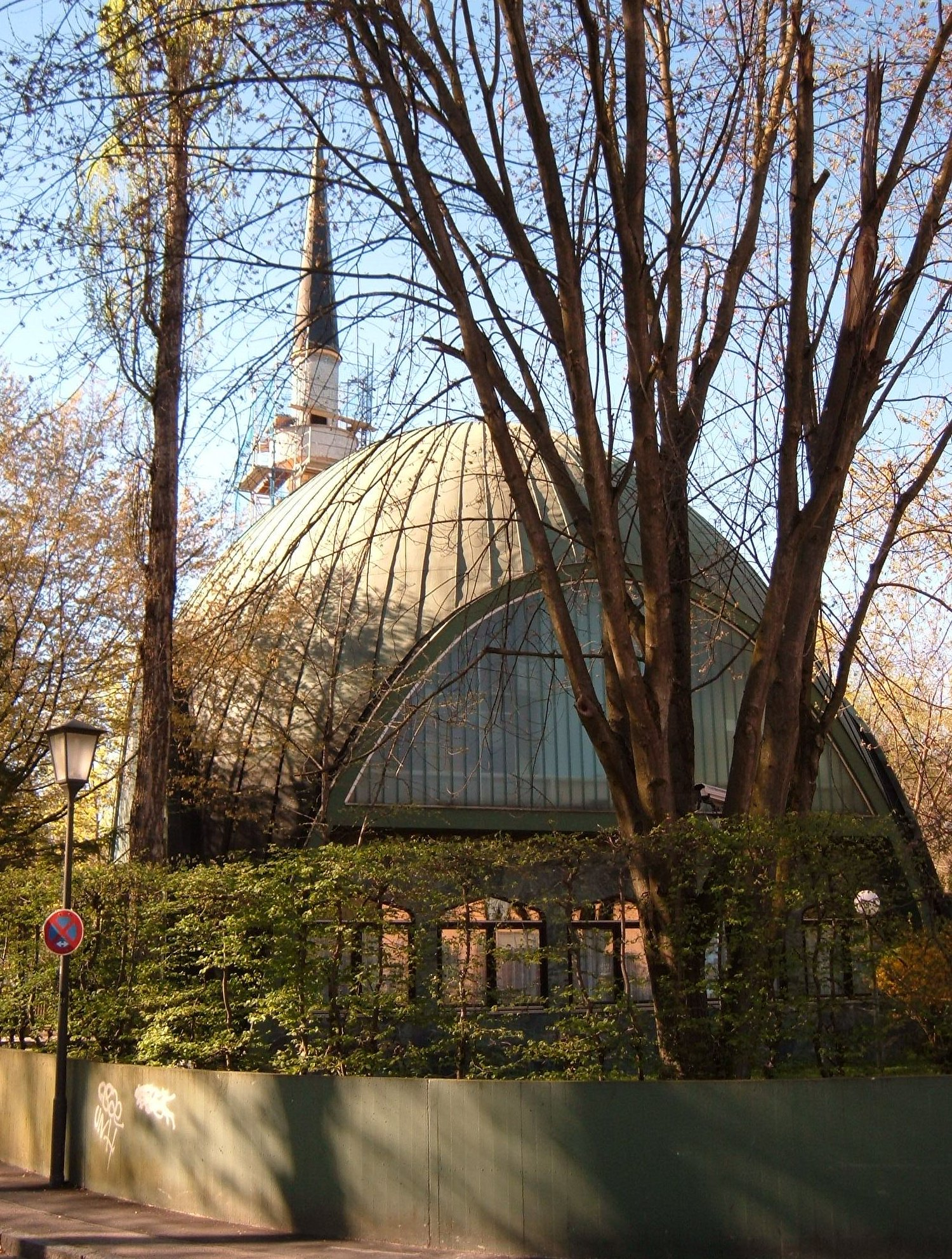
A Freimann-mecset
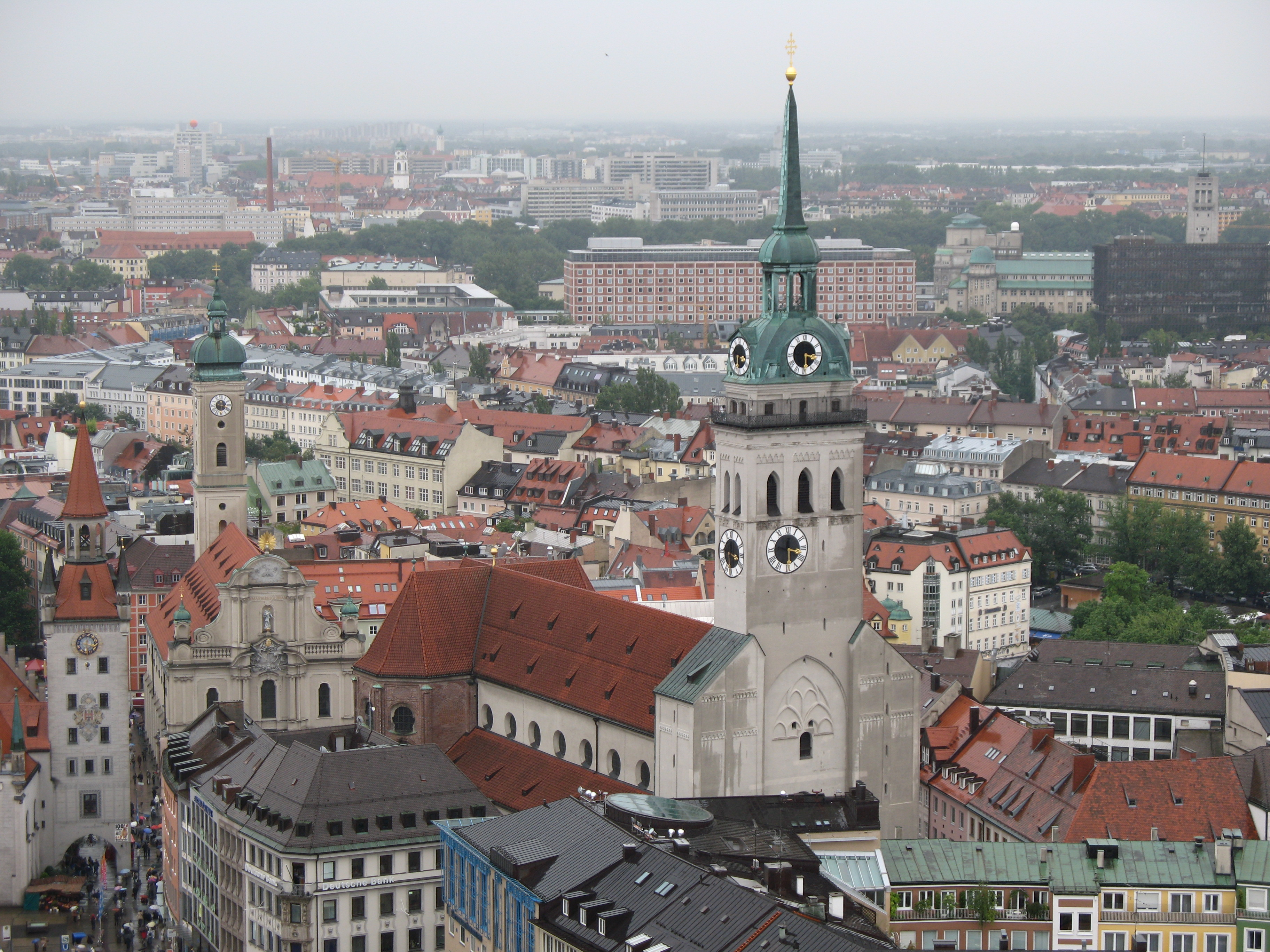
A Szent Péter-templom

#### Reneszánsz és barokk
Jelentős reneszánsz építmény a városban a Szent Mihály-templom, amely a legnagyobb reneszánsz stílusú templom az Alpoktól északra, az Alte Akademie (régi akadémia), illetve ilyen a Münchner Residenz egyik épületrésze is. A Maxburgból, amely reneszánsz városi palota, s csak a tornya maradt meg a második világháborús bombázások miatt. A reneszánsz időben, a mai belvárosban építettek egy nagy sörözőt, amelyet később, a 19. században átépítettek.
A legkorábbi barokk templom a Karmelitenkirche, amely ma már nem funkcionál eredeti rendeltetésében.
A Theatinerkirche építésével beköltözött az olasz barokk a városba, amely évtizedekre meghatározta München építészetét, amíg a francia Joseph Effner és az idősebb François de Cuvilliés udvari építőmester nem lett. A délnémet barokk fő művei a városban a nymphenburgi és a schleißheimi kastély. Lényegesen kisebb az ugyanabban az időben épített fürstenriedi kastély a város délnyugati részén.
A Sendlingi kapu közelében áll az Asamkirche (Nepomuki Szent János-templom), amelynek belsejét már a késő barokkban alakították ki. Bajorország első klasszicizáló késő barokk stílusú temploma, a Szent Anna-templom a belvárosban található. A legjelentősebb hasonló stílusú templom a belvároson kívül a Berg am Laim városrészben található Szent Mihály templom. Szintén rokokó stílusú az Amalienburg, a nymphenburgi kastélyparkban.

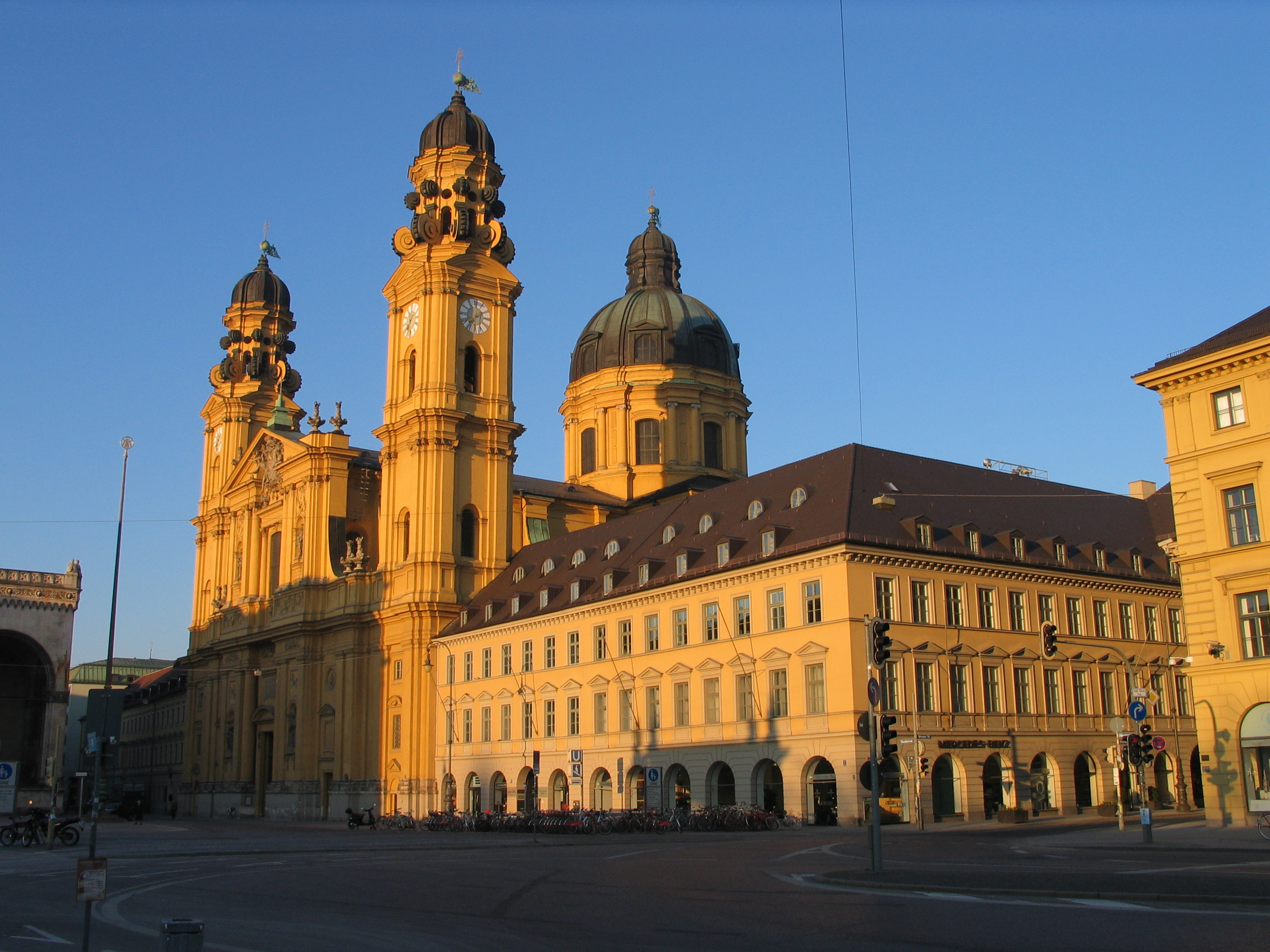
A Theatinerkirche
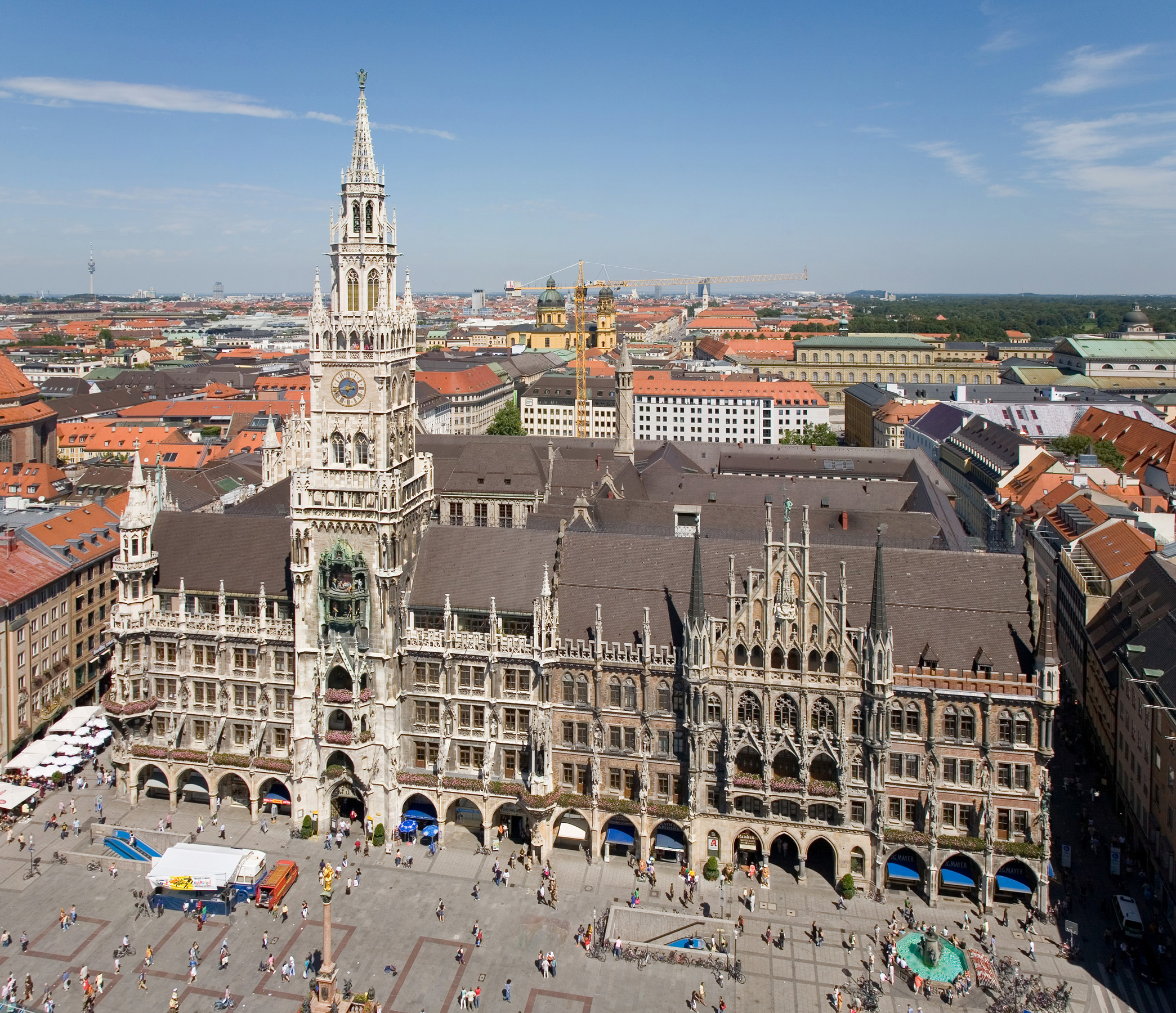
Az új városháza
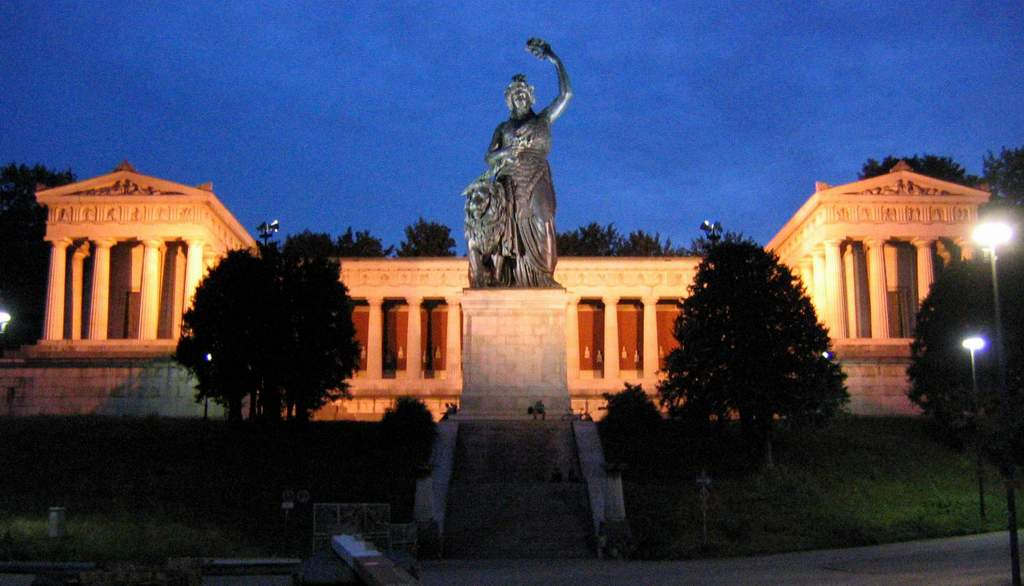
A klasszicista Bavaria-szobor a Theresienwiesén

#### Klasszicizmus, historizmus
A klasszicizmus legjelentősebb épülete a városban a Nationaltheater (Nemzeti Színház) a rezidencia közelében. A legjelentősebb építész Leo von Klenze és Friedrich von Gärtner volt. A rezidenciától nyugat felé, a Briennerstraße a Karolinenplatzon keresztül vezet a Glyptothekhez, amelyben görög és római emlékeket tartanak.
Észak felé, Schwabingba vezet a Ludwigstraße, amely a Feldherrnhalle és a Siegestor között kezdődik. Ezen az úton van a Bajor Állami Könyvtár, a Szent Lajos-templom és a Lajos–Miksa Egyetem (Ludwig-Maximilian Universität). Ezek az épületek mind klasszicista stílusúak, ahogyan a Ruhmeshalle előtti Bavaria-szobor is a Theresienwiesén.
A rezidenciától délre, az operaház előtt kezdődik a Maximilianstraße, amely az Isaron át kelet felé vezet Bajor Állami Tanács székhelye, a Maximilianeumig. A Maximilianstraßén sok klasszicista épület található, ma elegáns bevásárlóutca.
Ettől nem messze északra található Prinzregentenstraße, amelyen a Bajor Nemzeti Múzeum is helyet kapott. Ez átvezet az Isaron és a túloldalon az út megkerüli a Friedensengelt (a békeangyal-szobor).
A 19. század közepén megjelentek a városban az üvegből és vasból készült épületek, mint például az 1931-ben bekövetkezett leégéséig kiállításoknak helyet adó Üvegpalota.
A századforduló előtt sok templomot és egyéb épületet építették a historizmus jegyeiben, mint a Marienplatzon álló neogótikus Új Városháza, a neobarokk, Igazságügyi palota és Schwabingban a neoreneszánsz Képzőművészeti Akadémia.
Münchenben 1200 díszkút található, ebből 700 városi. A legrégibb az Új Városháza előtt Marienplatzon található Fischbrunnen.

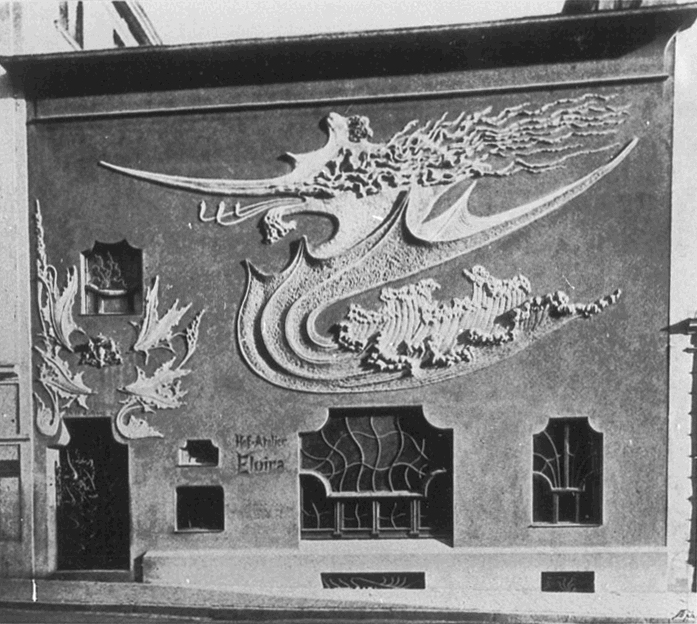
A híres Elvira-fotóstúdió

#### Jugendstil (szecesszió)
A századforduló művészeti reformmozgalmai közül feltehetően a müncheni volt a legnépiesebb. A város polgárai minden új iránt nyitottnak bizonyultak, de semmit sem vittek túlzásba; Régi és új keveredése időnként különös dolgokat eredményezett. „Ez a nyitott művészi konzervatívizmus a város múltjával magyarázható. München – mint politikai periféria – mentes maradt a Vilmos-kor historizmusának vadhajtásaitól; a 19. század végi iparosodás nem rombolta szét az értékeket. A növekedés egyenletes volt, a város öntudata nem szenvedett csorbát. A polgárok megengedhették maguknak a kényelmes szemlélődést.” Az iparosítás ellenére a városban összhangban maradt a gazdasági növekedés és az építészeti arculat. München elsősorban adminisztratív központ volt, de emellett a hagyományos iparágak is virágoztak. A kiegyensúlyozott fejlődés eredményeként a gazdaságban és a művészetben egyaránt a folytonosság uralkodott. Münchenben 1900 körül a művészeti fellendülésnek ezért természetesek voltak a gyökerei, nem mesterségesen hozták létre, mint Darmstadtban, és a gazdasági fejlődés szolgálatára sem kényszerült, mint Weimarban. A vulgáris Jugendstil megindító példái jól bizonyítják, milyen könnyedén összhangba hozható az új művészet a polgári igényekkel. A bajor főváros polgárai meghitt kapcsolatban éltek a múzsákkal, s ezért a provokatív műalkotásokat valószínűleg puszta tréfának tekintették.
Így született Münchenben a szecesszió jellegzetes német stílusváltozata, a Jugendstil, nemzetközi értelemben is kiemelkedő alkotókkal, mint Theodor Fischer, Gabriel von Seidl, Thomas Theodor Heine, Olaf Gulbransson, Bernhardt Pankok, Bruno Paul, Hermann Obrist, Bruno Paul, August Endell, Theodor Fischer, Franz von Stuck, Peter Behrens, Friedrich Adler, W. Magnussen, Scharvogel, Otto Eckman, Herman Gradl – és a stíluskorszak jelentős helyi alkotásai: Stuck-villa, Prinzregenthen-híd, Simplicissimus-karikatúrák, Pankok székek, Riemenschmid-bútorok, Obrist-szökőkutak, Behrens-tapéta, Bunter Theater-terv, Elvira-studió, Kamaraszínház belső terei, Müncheni népiskola. Schwabingban több szecessziós lakóház is található. Nem messze a Deutsches Museumtól, az 1901-ben elkészült szecessziós Müllersches Volksbad München legrégibb ma is üzemelő uszodája.

#### A 20. század modern építészete Bajorország fővárosában
1924 és 1929 között épült fel Moosachban a Borstei lakónegyed, amely ma már műemlékvédelem alatt áll. A nemzetiszocializmus alatt építették többek között a Művészetek Házát és a pártépületet a Königsplatzon. A második világháborúban München épületeinek nagy része vagy megsérült, vagy teljesen tönkrement hatvanhat légitámadás következtében. Leginkább a vasútállomás környéke, az Altstadt és Schwabing rongálódott meg. Az épületek mindössze 2,5%-a maradt sértetlen. Szinte minden történelmi épületet, amely ma is hozzátartozik a városképhez, a háború után, a régi terveik alapján építettek újjá.

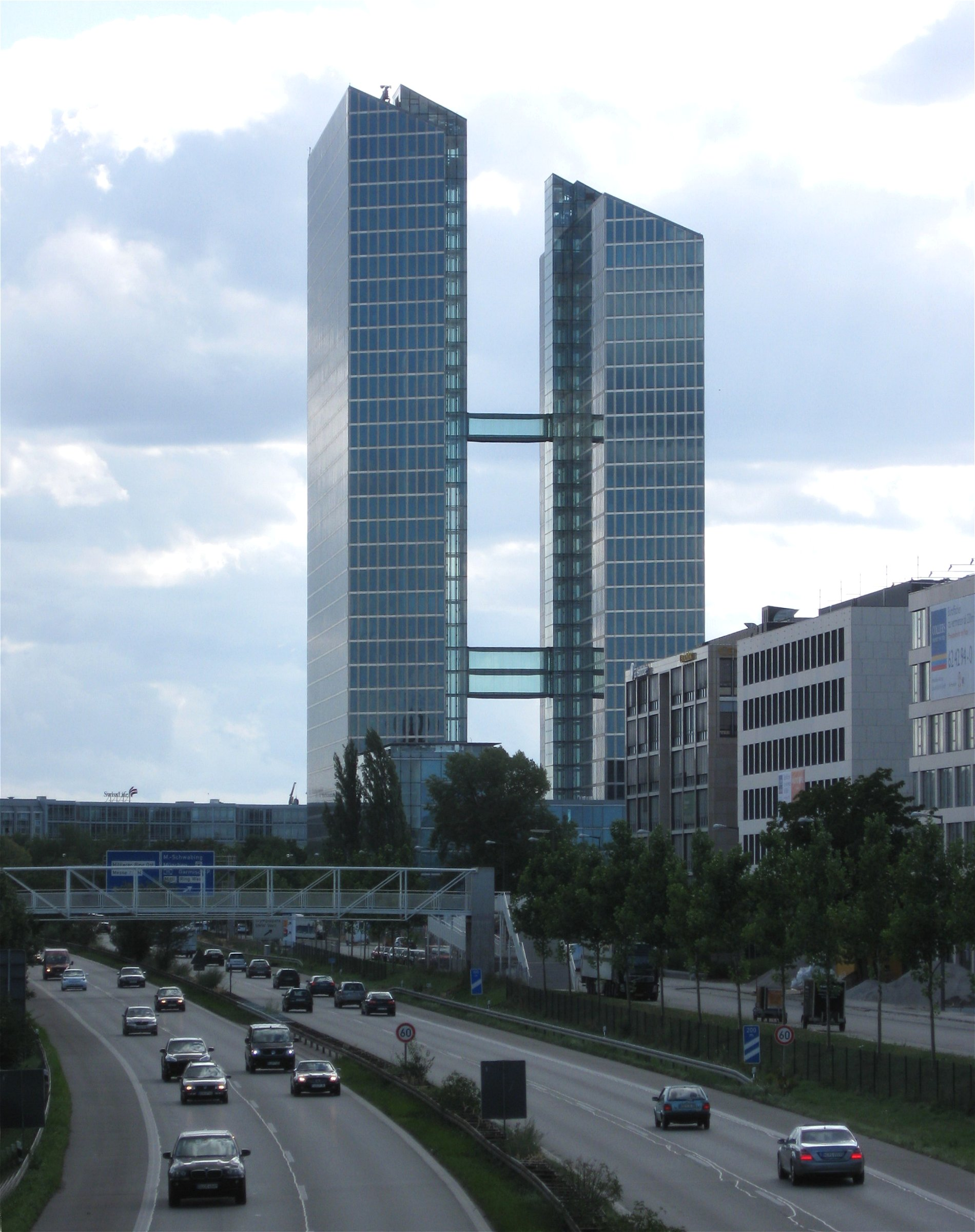
A Highlight Towers

A második világháború utáni évtizedekben kevés jelentős modern épületet építettek. Az 1990-es évektől azonban sok új épület készült, úgy mint a Jézus Szíve templom (Herz-Jesu-Kirche). Emellett több új sportstadiont is építettek az utóbbi időkben.
A belvárostól keletre áll a Hypo-ház, a HypoVereinsbank igazgatósági épülete, északra, Schwabingban a Highlight Towers nevű irodaház. 146 méterrel az Olympiaparktól nyugatra lévő Hochhaus Uptown München a város legmagasabb épülete.

#### Városépítészet, városkép
Az iparosítás ellenére a városban összhangban maradt a gazdasági növekedés és az építészeti arculat. München elsősorban adminisztratív központ volt, de emellett a hagyományos iparágak is virágoztak. A kiegyensúlyozott fejlődés eredményeként a gazdaságban és a művészetben egyaránt a folytonosság uralkodott, amely – még a 20. század végi folytonos tartalmi és területi városnövekedés ellenére is a városépítészetben, városszerkezetben és városképben – jellegzetes, kiegyensúlyozott harmóniát eredményezett.
A város északi részén fekszik az 1972. évi nyári olimpiai játékokra épített Olympiapark. Ebben a parkban foglal helyet az Olympiastadion és az Olympia-Schwimmhalle. Az épületeket látványos üvegtetővel fedték le. Itt áll az 1968-ban megnyitott, 291 méter magas Olympiaturm és az 1967-ben megnyitott Olympia-Eissport-Zentrum is.
Az 1990-es évek legnagyobb városépítészeti projektje a régi repülőtér helyén a keleti részen fekvő Messestadt Riem városrész kialakítása volt. Nagy része mára már elkészült. A városrészben sok zöldterület és modern köztéri műalkotás is helyet kapott. A koncepció több német várostervezési díjat is kapott.
2004-re készült el a Petuelpark a Mittlerer Ring új alagútja felett.
2006. november 9-én a belvárosban, a Szent Jakob téren nyitották meg a modern Müncheni Zsidó Központot. A létesítmény magába foglalja az új Ohel Jakob nevű főzsinagógát, a Müncheni Izraelita Hitközség közösségi házát és a 2007. március 22-én megnyílt Müncheni Zsidó Múzeumot.

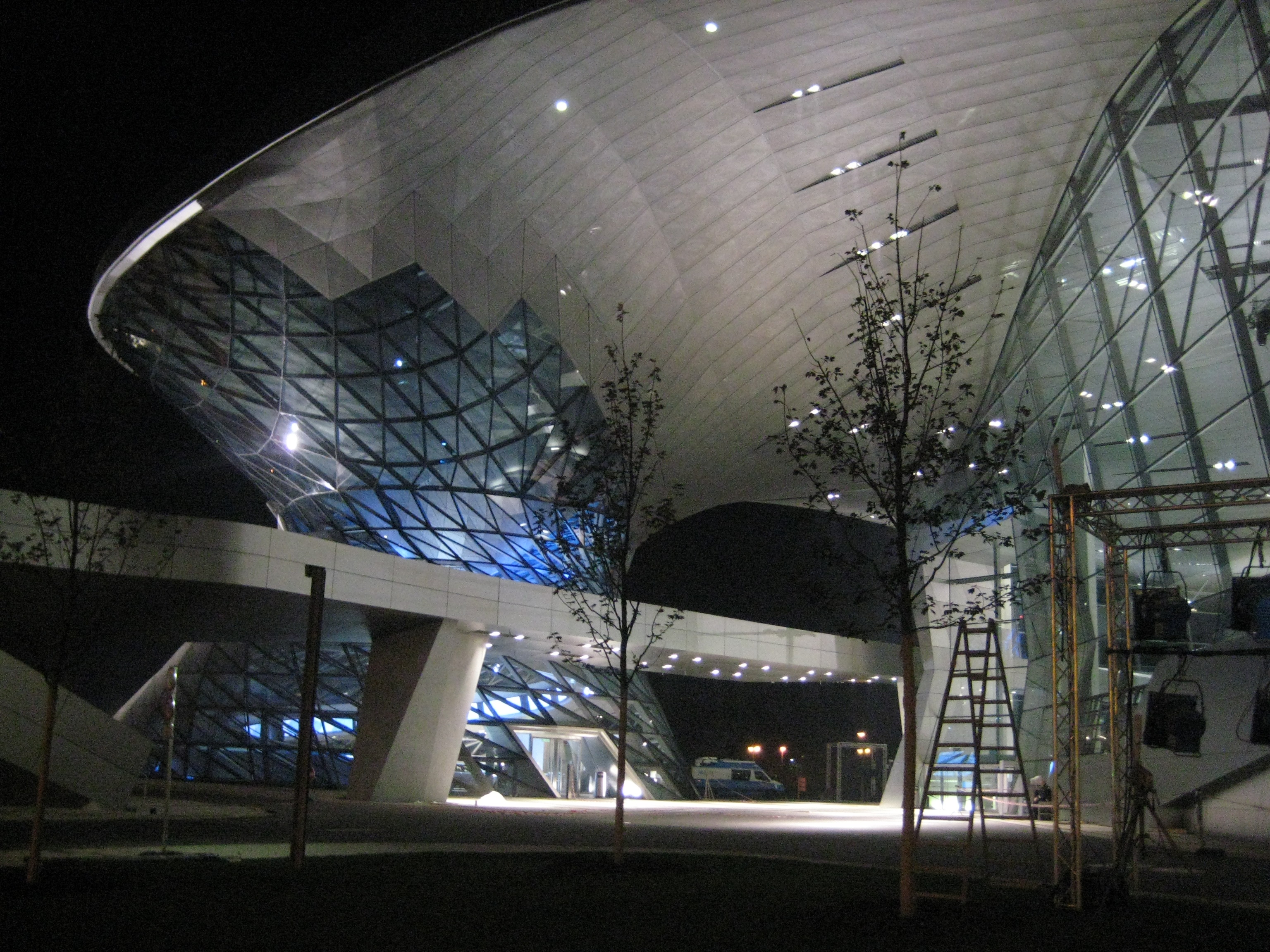
A BMW Welt éjszaka, megnyitása előtt

Münchenben viszonylag kevés magasház található, legtöbbjük – az Altes Technisches Rathaus kivételével – a belvároson kívül áll. Az egyik legérdekesebb megjelenésú épület a négy hengernek nevezett BMW főigazgatósági épület. Közvetlenül mellette található a 2007 októberében megnyílt futurisztikus BMW Welt.

### Képző- és iparművészet
München a késő gót időszakban élte első kulturális virágzását. Ekkoriban többek között Erasmus Grasser és Jan Polack dolgozott a városban. A reneszánsz alatt a város a szobrászok központja lett, többek között Hubert Gerhard és Hans Krumpper személyében. Festőként ebben az időben Barthel Beham, Hans von Aachen és Peter Candid tevékenykedett Münchenben.
A 18. században élte a város a képzőművészete az egyik aranykorát. A legmeghatározóbb személyiségek Cosmas Damian Asam, Egid Quirin Asam, Johann Michael Fischer, François de Cuvilliés, Ignaz Günther, Johann Baptist Zimmermann és Johann Baptist Straub voltak. A rézmetszés újjáéledése a 19. század elején Ludwig von Schwanthaler nevéhez köthető.
A századforduló mozgalmas stílusváltozásai időszakában München vált a szecesszió egyik irányzatának, a jugendstilnek fő szülővárosává, befogadójává. A stíluskorszakra jellemzően – a több művészeti ágban is tevékenykedő – alkotói a képzőművészet mellett markáns hatást gyakoroltak a kézmű- és iparművészetre, mint a helyi gazdasági tevékenység fellendítésére is (Pankok székek, Riemenschmid-bútorok, Obrist-szökőkutak, Behrens-tapéta).
A 20. század elején Münchenben olyan festők tevékenykedtek, mint Carl Rottmann, Lovis Corinth, Wilhelm von Kaulbach, Carl Spitzweg, Franz von Lenbach, Franz von Stuck és Wilhelm Leiblwesen. 1911-ben itt alapították a Der Blaue Reiter expresszionista művészcsoportot, München pedig a modern művészet egyik központjává nőtte ki magát. A társulat tagjai Paul Klee, Vaszilij Kandinszkij, Alekszej von Javlenszkij, Gabriele Münter, Franz Marc, August Macke, illetve Alfred Kubin voltak. 1919-ben alapították a Bavaria Film- und Fernsehstudiost.

### Parkok

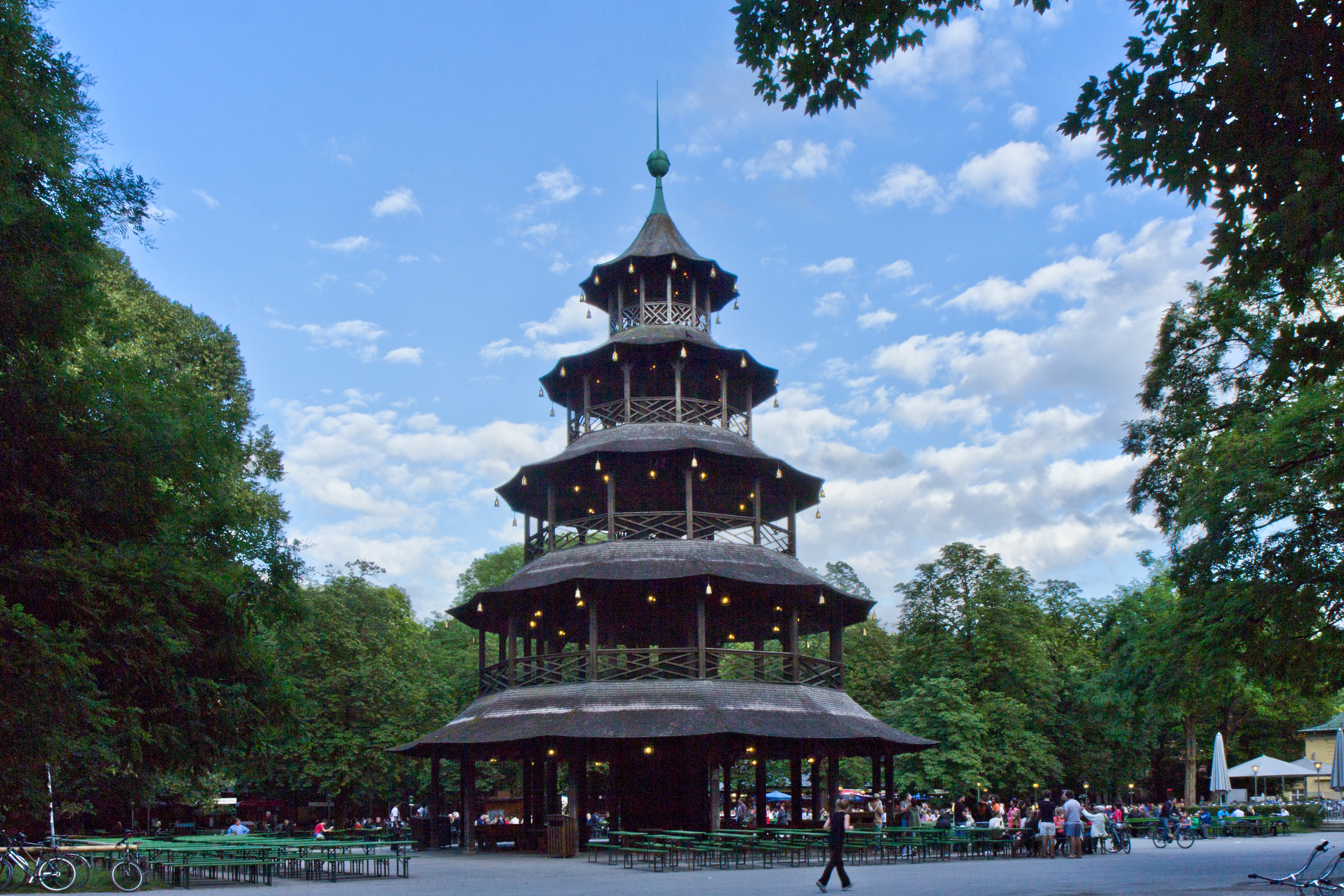
A Chinesischer Turm (magyarul kínai torony) az Englischer Gartenben

A város legrégibb parkja a királyi rezidenciához tartozó Hofgarten, amit még a reneszánsz korban építettek.
Északkeletre ettől van az 1789-ben megnyitott Englischer Garten (magyarul: angolkert), amely a város központjától szinte annak északi határáig terjedt. 3,7 km2-es területe nagyobb a New York-i Central Parkénál, vagy a londoni Hyde Parkénál.
A belváros nyugati részén, a Károly tértől nyugatra található a Alte Botanischer Garten, amelynek helyén leégéséig az Üvegpalota állt.
Nyugatra a nagy nymphenburgi kastélyparkot francia stílusban építették. A parkot északról a Müncheni Botanikus Kert határolja – ez 22 hektáros területével és évi 400 000 látogatójával Németország legjelentősebb botanikus kertje. Nymphenburgtól délkeletre fekszik a Hirschgarten.

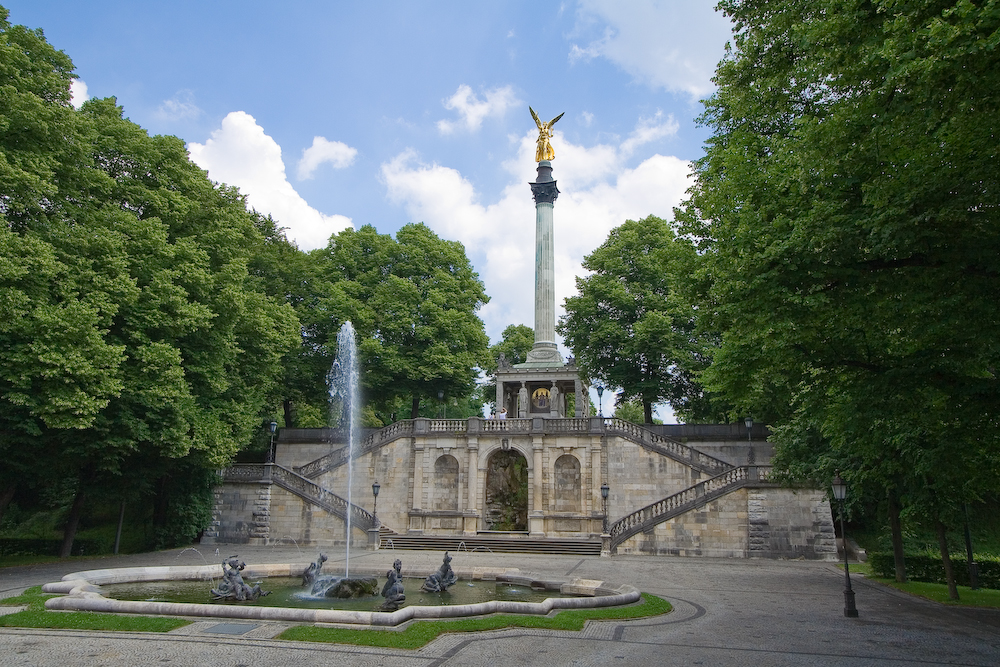
A Friedensengel

A München északi határán lévő schleißheimi kastélyparkban három kastély is áll. A park egyike Németország megmaradt nagy barokk parkjainak. Szintén jelentős zöldterület az Olympiapark, amelyben helyet kapott az Olympiasee és az Olympiaberg is.
Sok más park és zöldterület is van még a városban, mint például a Luitpoldpark, a Westpark és az Ostpark.
München keleti részén, a régi repülőtér helyén kialakított Messestadt Riem városrészben, az új Riemer Parkban rendezték a német kertbemutatót, a Bundesgartenschaut 2005-ben.
A Deutsches Museum szigete és a Flaucher-sziget közötti rész az Isaron kedvelt piknikelő- és fürdőhely, ahol van nudisták számára kijelölt terület is. Flauchertől délre, Hellabrunnban található a müncheni állatkert.

### Múzeumok

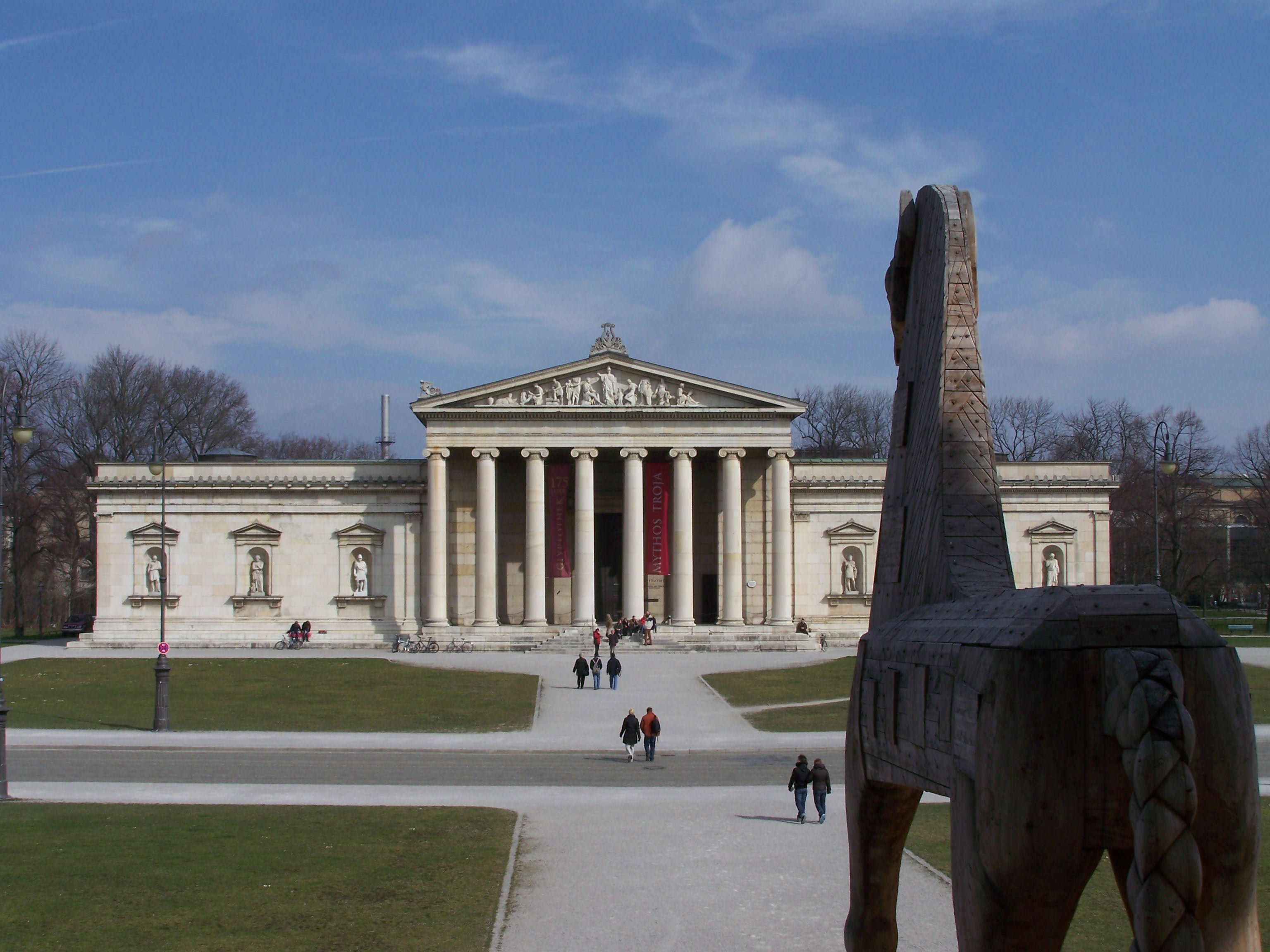
A Glyptothek a Königsplatzon

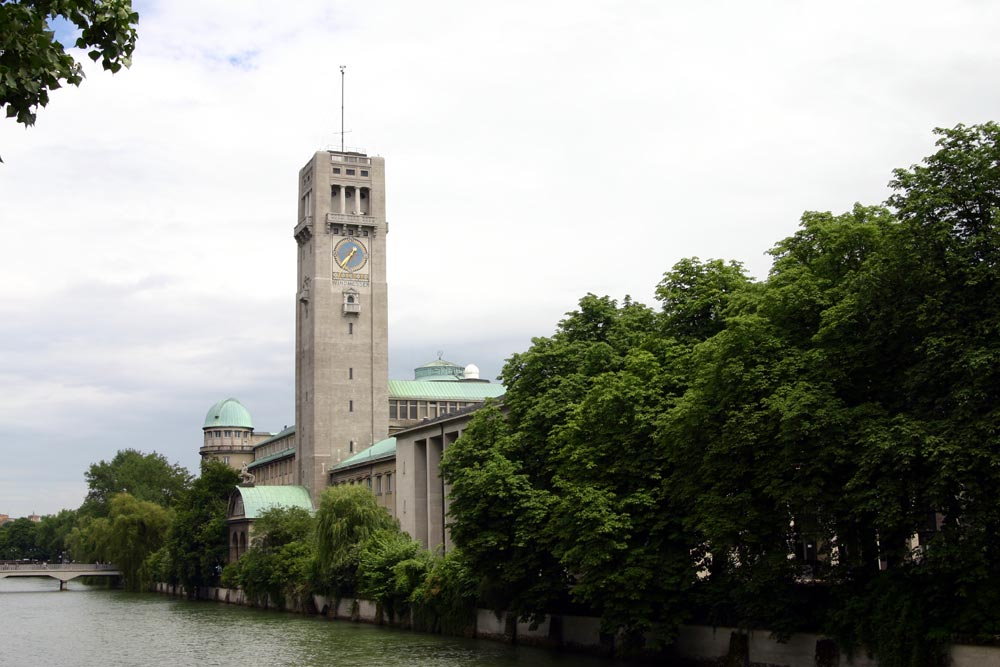
A Deutsches Museum főépülete a Múzeumszigeten

München nemzetközileg is ismert művészeti gyűjteményeiről.
A világ legfontosabb galériái közé tartozik az Alte Pinakothek (magyarul Régi Képtár) és a Neue Pinakothek (Új Képtár), csakúgy mint a Pinakothek der Moderne (Modern Képtár) és a Lenbachhaus. A „régiben” a középkortól a 18. századig, az „újban” a 18. és 19. században, a „modernben” a 20. és a 21. században készült műalkotások láthatóak. A Glyptothekban és az Antik Gyűjteményben ókori görög és római emlékek, a nemrég elkészült Brandhorst Múzeumban modern műalkotások tekinthetőek meg.
Az eddig felsorolt múzeumok alkotják a Kunstareal Münchent, azaz München múzeumnegyedét Maxvorstadtban. Itt nyitották meg az Állami Egyiptomi Művészeti Gyűjteményt is 2010-ben.
További múzeumok helyezkednek el a belvárosban és attól északra, Lehelben. Itt található a Művészetek Háza, a Bajor Nemzeti Múzeum, a Régészeti Gyűjtemény, a Sakkgaléria és a Néprajzi Múzeum.
A Szent Jakab téren, szemben a Zsidó Múzeummal áll a Müncheni Városi Múzeum. A Müncheni Érmegyűjteményt a Rezidenciában rendezték be. A Nymphenburgi kastélyban helyezkedik el a Porcelánmúzeum, a Marstallmuseumban pedig a lovászattal kapcsolatos tárgyak vannak kiállítva.
A városban sok természettudományi múzeum/gyűjtemény is van, ilyen a Paleontológiai Múzeum, az Antropológiai Gyűjtemény, a Geológiai Múzeum, a Botanikai- és Zoológiai Gyűjtemény, valamint a Német Vadászati- és Halászati Múzeum.
München egyik leghíresebb múzeuma a Deutsches Museum (Német Múzeum), amely évi több mint egymillió fős forgalmával Európa leglátogatottabb múzeumai közé tartozik. Ez a világ legnagyobb technikai-természettudományi gyűjteménye. A Múzeum-szigeten található főépület mellett az intézményhez tartozik a schleißheimi repülőkiállítás, valamint a Theresienwiesén a Közlekedési Múzeum is.
A müncheni múzeumok listája
- Alte Pinakothek (Régi Képtár)
- Alpines Museum (Alpesi Múzeum)
- Anthropologische Staatssammlung (Antropológiai Gyűjtemény)
- Archäologische Staatssammlung (Archeológiai Gyűjtemény)
- Bayerisches Nationalmuseum (Bajor Nemzeti Múzeum)
- Bier- und Oktoberfestmuseum (Sör- és Oktoberfestmúzeum)
- Botanische Staatssammlung (Növénygyűjtemény)
- BMW Museum
- BMW Welt
- Deutsches Brauereimuseum (Német Sörfőzdemúzeum)
- Deutsches Jagd- und Fischereimuseum (Német Vadászati- és Halászati Múzeum)
- Deutsches Museum (Német Múzeum)
- Deutsches Theatermuseum (Német Színházmúzeum)
- Die Neue Sammlung (Új Gyűjtemény)
- Geologisches Museum München (Müncheni Geológiai Múzeum)
- Glyptothek – ókori görög és római emlékek
- Haus der Kunst (Művészetek Háza)
- Historisches Nähmaschinen- und Bügeleisenmuseum (Varrógép- és Vasalómúzeum)
- Kunsthalle der Hypo-Kulturstiftung
- Kartoffelmuseum (Burgonyamúzeum)
- Lenbachhaus
- Marstallmuseum
- Münchner Stadtmuseum (Müncheni Városi Múzeum)
- Museum für Abgüsse Klassischer Bildwerke
- Museum Mensch und Natur – (Ember- és Természetmúzeum)
- Museum Reich der Kristalle (A Kristályok Birodalmának Múzeuma)
- Neue Pinakothek (Új Képtár)
- Paläontologisches Museum (Paleontológiai Múzeum)
- Pinakothek der Moderne (Modern Képtár)
- Porzellanmuseum (Porcelánmúzeum)
- Münchner Residenz (Müncheni Rezidencia)
- Ruhmeshalle – emlékező terem
- Schackgalerie (Sakkgaléria)
- SiemensForum München (Müncheni Siemens Fórum)
- Staatliche Antikensammlungen (Antik Gyűjtemény)
- Staatliche Graphische Sammlung München (Müncheni Grafikai Gyűjtemény)
- Staatliche Münzsammlung München (Müncheni Érmegyűjtemény)
- Staatliche Naturwissenschaftliche Sammlungen Bayerns (Bajor Természettudományi Gyűjtemény)
- Staatliches Museum Ägyptischer Kunst (Állami Egyiptomi Művészeti Gyűjtemény)
- Staatliches Museum für Völkerkunde (Néprajzi Gyűjtemény)
- Staatssammlung für Geologie und Paläontologie (Geológiai és Paleontológiai Gyűjtemény)
- Valentin-Museum (Valentin Múzeum)
- Villa Stuck (Stuck-villa)
- Zählermuseum (Számológépmúzeum)
- Zentrum für Außergewöhnliche Museen – kivételes múzeumok központja
- Zoologische Staatssammlung (Zoológiai Gyűjtemény)

### Rendezvények
- Április: Münchner Frühlingsfest
- Április/május: Maimarkt
- Május: családok ünnepe
- Május: Biennale

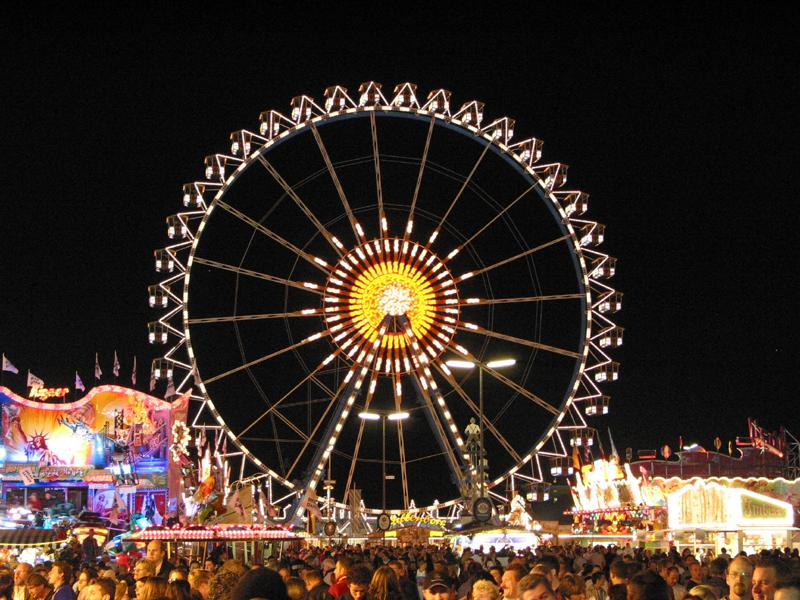
Az óriáskerék az Oktoberfesten, 2003-ban

- Május/június: StuStaCulum, német (egyetemi) zenei fesztivál
- Június: Streetlife Festival
- Június: Comicfestival München
- Június/július: Tollwood Festival
- Július: Christopher Street Day
- Július: Japánfest
- Július: Jakab-vásár
- Július: Bell’Arte
- Augusztus: Sommerfestival
- Augusztus: LILALU
- Szeptember: Streetlife Festival
- Szeptember közepétől október 1. vasárnapjáig tart: Oktoberfest
- Szeptember/október: vásár
- November/december: SPIELART
- December: karácsonyi vásár, ún. „Christkindlmarkt” a Marienplatzon

### Gasztronómiai specialitások

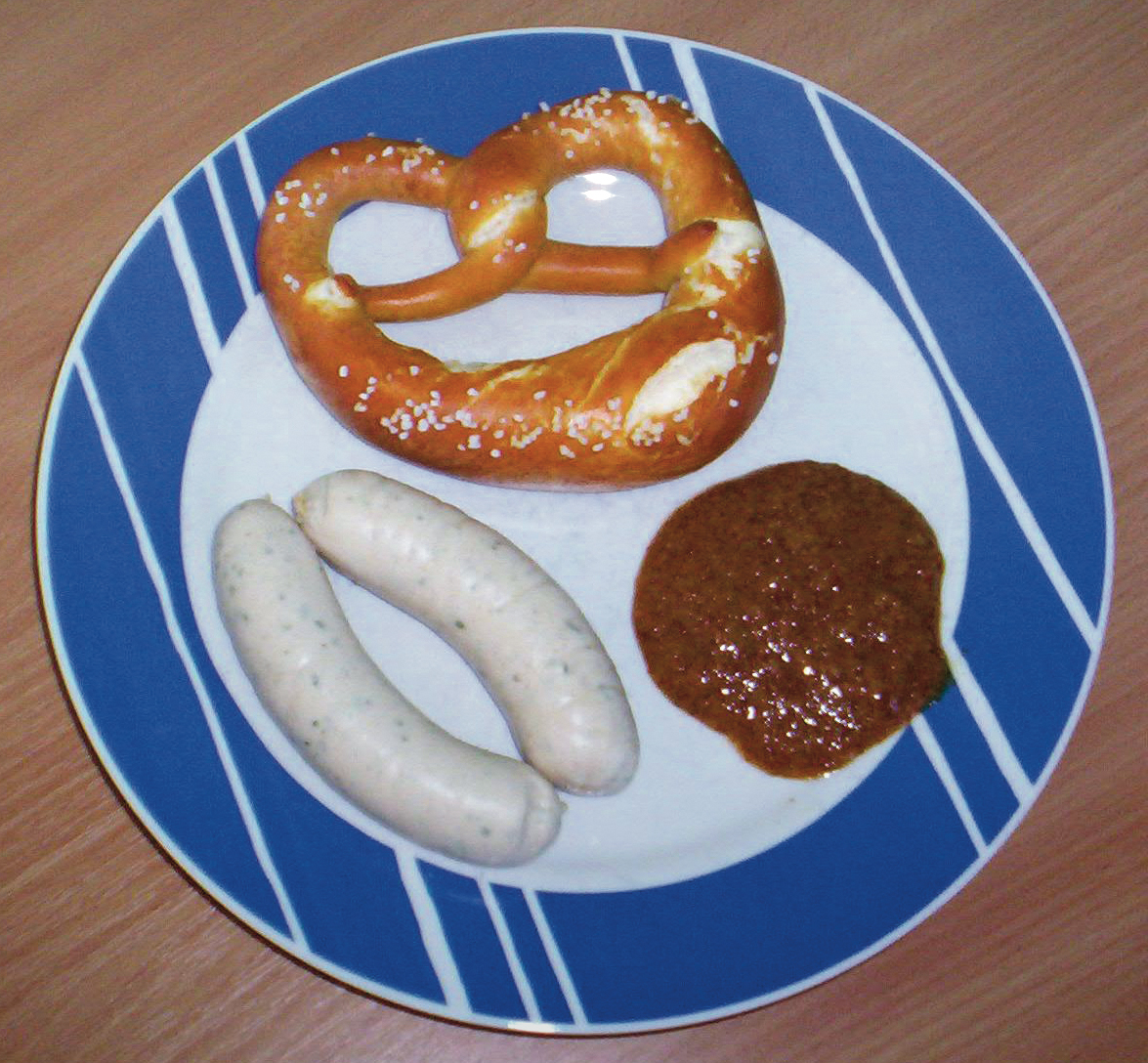
Fehérkolbász, Brezn és édesmustár

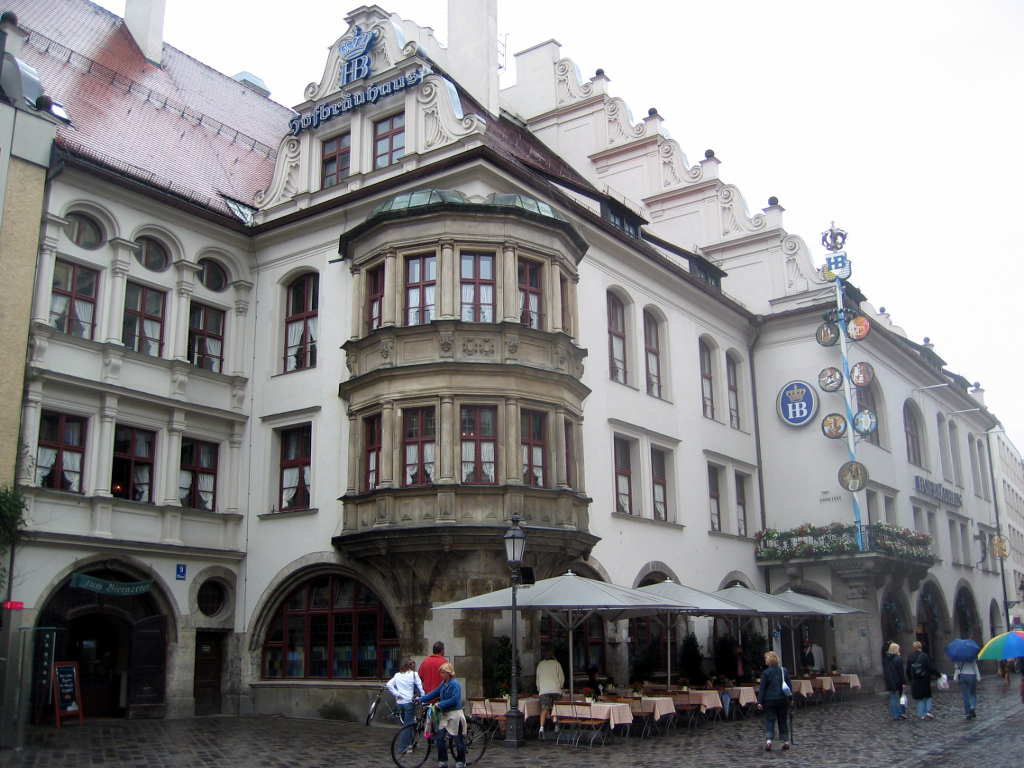
A Hofbräuhaus

A fehérkolbászt 1857-ben, Münchenben „találták fel” és a leghíresebb helyi specialitás. Emellett kedvelt étel a Leberkäs (húskenyér), amely a sült párizsihoz hasonlít a leginkább, a Brezn, magyarul sósperec, és a müncheni sör.
Helyi sörök
- Augustiner Bräu
- Hacker-Pschorr
- Hofbräu
- Löwenbräu
- Paulaner
- Spaten-Franziskaner-Bräu

## Sport

### Sportlétesítmények
Az Olympiapark és az olimpiai épületek

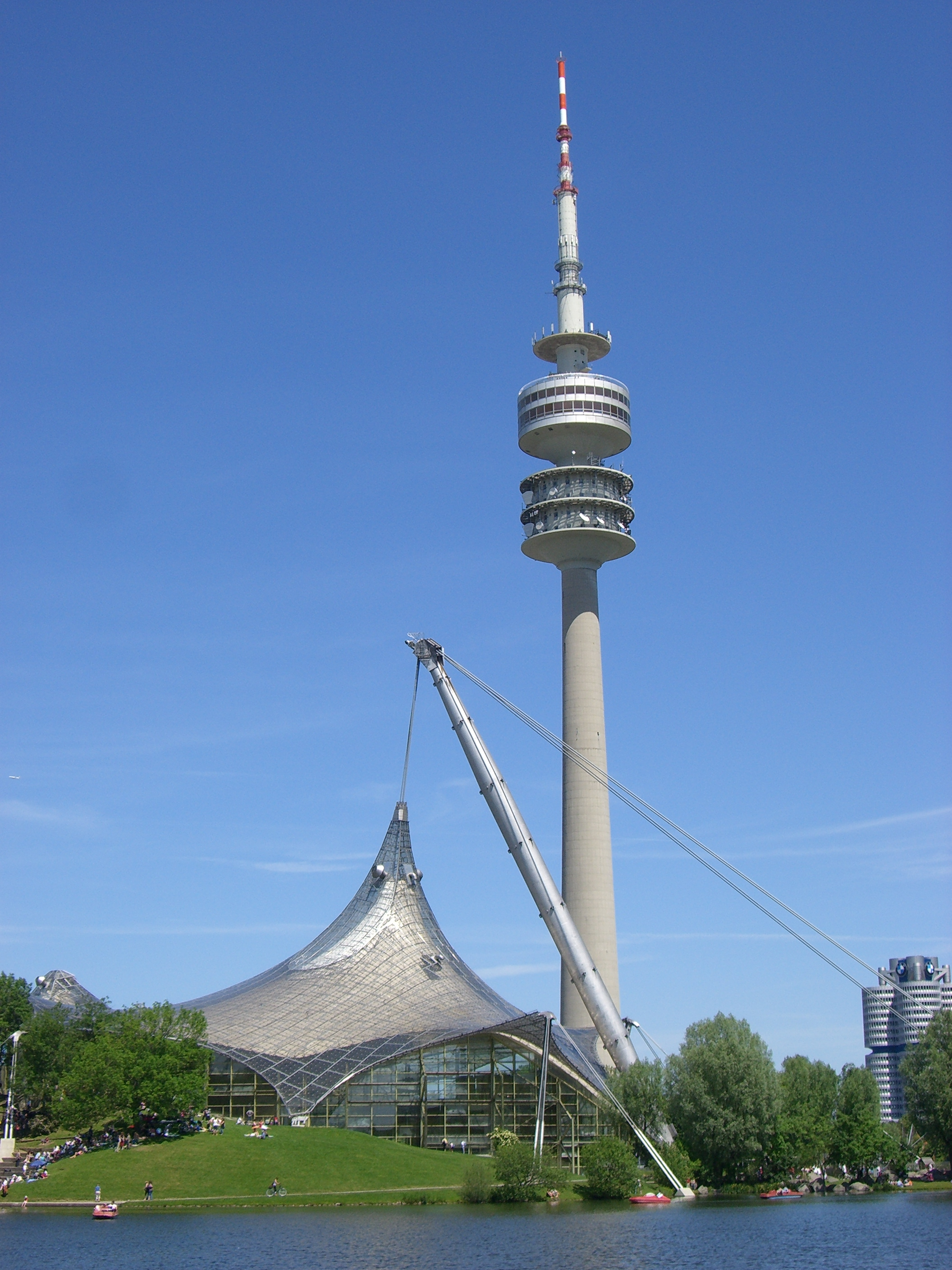
Az Olympiaturm

A város északi részén fekszik az 1972. évi nyári olimpiai játékokra épített Olympiapark.
Ebben a parkban foglal helyet az Olympiastadion, az olimpiai fedett uszoda. Az épületeket látványos üvegtetővel fedték le. Itt áll az 1968-ban megnyitott, 291 méter magas Olympiaturm és az 1967-ben megnyitott Olympia-Eissport-Zentrum is. Az Olympiastadionban 2005-ben játszották az utolsó futballmérkőzést. A stadionban az olimpia alatt az atlétika versenyszámai és a labdarúgás mérkőzései zajlottak. Kapacitása 80 000 fő, az Allianz Arena építéséig a Bayern München és a TSV 1860 München „otthona” volt az ötcsillagos stadion.

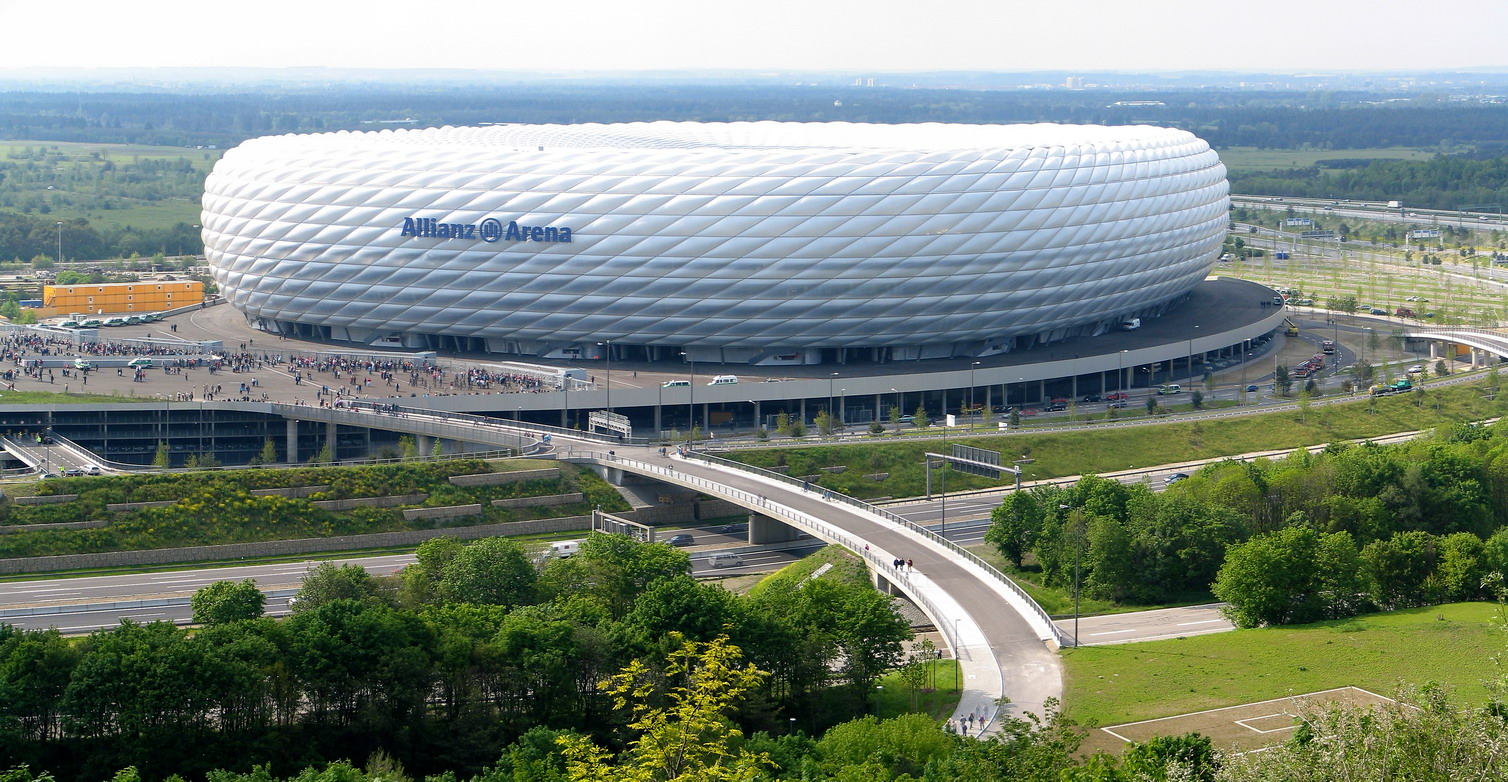
Allianz Arena
További híres sportlétesítmény a város északi részén található Allianz Arena, amelyet 2005 májusában nyitottak meg. Az építmény a „hazai stadionja” München két tradicionális csapatának, az FC Bayern Münchennek és a TSV 1860 Münchennek. A férőhelyek száma jóval több a 60 000-nél. Itt játszották a 2006-os labdarúgó-világbajnokság nyitómeccsét. A stadion egyik különlegessége, hogy három színben is kivilágítható. Piros színű, ha a Bayern München, kék színű, ha a TSV 1860 München, és fehér színű, ha más csapat játszik benne. Az Olympiastadionhoz hasonlóan a lelátók fedettek, a játéktér viszont nem. Formája után „gumicsónaknak” is becézik az ötcsillagos stadiont. Névadója az Allianz AG.
Egyéb városi stadionok
A legrégebbi nagyobb stadion Münchenben a Grünwalder Straßén található, amelynek beceneve a „Sechzger”, azaz „hatvanas”. 2005-ben még ez volt „az oroszlánok” hazai stadionja, miután azonban megnyílt az Allianz Arena, csak a csapat junior és amatőrosztálya játszik benne.
A másik nagy sportstadion a Dantestraßén van.

### Sportegyesületek

#### Labdarúgás

Az FC Bayern München logója

- FC Bayern München: München híres sportegyesülete, a labdarúgásban elért sikerei tették ismertté. Az ország legsikeresebb labdarúgócsapata. 1900-ban alapították, a csapat elnöke Uli Hoeneß. Összesen huszonnégyszer nyerte meg a Bundesligát, tizenhétszer a német kupát, hétszer a német ligakupát és négyszer a német szuperkupát. Ezek mellett, nemzetközi szinten, kétszer lett övék az Interkontinentális kupa, egyszer nyerték meg a FIFA-klubvilágbajnokságot, kétszer nyerték meg a Bajnokok ligáját, elődjét, a BEK-et háromszor. 1967-ben a Kupagyőztesek Európa-kupája, 1996-ban az UEFA-kupa lett az övék. Egyszeres UEFA-szuperkupa győztes csapat. Tagja a Európai Klubszövetségnek. Stadionja az Allianz Arena. Jelenleg is a csapat színeiben játszik Robert Lewandowski és Thomas Müller. Az egyesületnek a labdarúgás mellett más sportággal foglalkozó szakágai is léteznek, mint a sakk, a kézilabda, a kosárlabda vagy az asztalitenisz.
- TSV 1860 München: München másik neves sportegyesülete, amelyet 1848. július 15-én alapítottak. Az egyesületet a betiltást követően, 1860. május 17-én újra alapították, TSV München von 1860 e.V. néven. Beceneve a Löwen (magyarul oroszlánok). A legismertebb az egyesület labdarúgó szakosztálya, amely a Bundesliga alapító tagja. A csapat jelenleg a Bundesliga II-ben játszik. A klub 2005. május 30. óta játszik az Allianz Arena nevű stadionban, amit közösen használ a Bayernnel. A létesítményt az 1. FC Nürnberg elleni barátságos mérkőzésen avatták fel.
- FC Wacker München: Régebben a harmadik legnagyobb müncheni labdarúgócsapat volt. Manapság már lényegesebben gyengébb eredményei vannak.

#### Egyéb sportok
- FC Bayern München kosárlabda csapat: háromszoros német bajnok kosárlabda csapat.
- TSV München Großhadern: Általános jellegű sportegyesület. Dzsúdóban kiemelkedő eredményeket értek el.
- FC Alte Haide: egyesület München-Schwabingban.
- Munich Irish Rovers FC: a legnagyobb angol nyelvű egyesület Dél-Németországban.
- EHC München: a város jéghokiegyesület.
- München Basket: kosárlabdacsapat.
- Munich Cowboys: amerikai futballcsapat.
- Weißblau München: pingpong egyesület.

### Sportrendezvények
- München-maraton: októberben rendezik meg.
- Müncheni Egyetem evezőversenye: évente rendezik meg a Műszaki Egyetem (TUM) és a Lajos–Miksa Egyetem (LMU) között. (Példa Oxford és Cambridge.)

## Testvérvárosok
- Edinburgh, Egyesült Királyság, 1954 óta
- Verona, Olaszország, 1960 óta
- Bordeaux, Franciaország, 1964 óta
- Szapporo, Japán, 1972 óta
- Cincinnati, USA, 1989 óta
- Kijev, Ukrajna, 1989 óta
- Harare, Zimbabwe, 1996 óta
- Szabadka, Szerbia

## Fordítás
- Ez a szócikk részben vagy egészben  a   München című német Wikipédia-szócikk fordításán alapul.  Az eredeti cikk szerkesztőit annak laptörténete sorolja fel. Ez a jelzés csupán a megfogalmazás eredetét és a szerzői jogokat jelzi, nem szolgál a cikkben szereplő információk forrásmegjelöléseként.